# Imperio español en Asia y Oceanía

Territorios de España en Asia y Oceanía (no aparecen ni el Protectorado de Camboya ni los territorios controlados durante la Unión Ibérica)

El Imperio español en Asia y Oceanía hace referencia al conjunto de territorios del Sudeste Asiático e islas del Pacífico que pertenecieron a España entre los siglos XVI y XIX.
Comenzando con la expedición de Magallanes y Elcano (1519-1522), España realizó numerosas expediciones al océano Pacífico, dando como resultando la exploración y el descubrimiento de numerosos territorios, muchos de los cuales fueron incorporados más tarde al Imperio español. La presencia española en Asia y Oceanía estuvo en un principio motivada por el control de las Islas Molucas, conocidas como «Islas de las Especias», disputadas con Portugal. El Tratado de Zaragoza de 1529 delimitó las zonas de influencia de Portugal y España en Asia y el Pacífico, dejando a las Molucas en el área portuguesa pero a las Filipinas bajo la influencia española.
La Presencia española duró más de tres siglos, desde 1565, cuando se conquistó el archipiélago filipino, hasta 1899, año en el que España cedió las islas de Micronesia al Imperio alemán, sus últimas posesiones en Asia y Oceanía después de haber perdido en 1898 las Filipinas en la guerra hispano-estadounidense. Durante este período, administradas por la Capitanía General de Filipinas, España poseyó las Filipinas, las Palaos, las islas Marianas, las islas Carolinas (incluyendo las islas Marshall y las islas Gilbert, consideradas Carolinas Orientales).

## Primeras expediciones españolas al Pacífico

### Expedición de Fernando de Magallanes

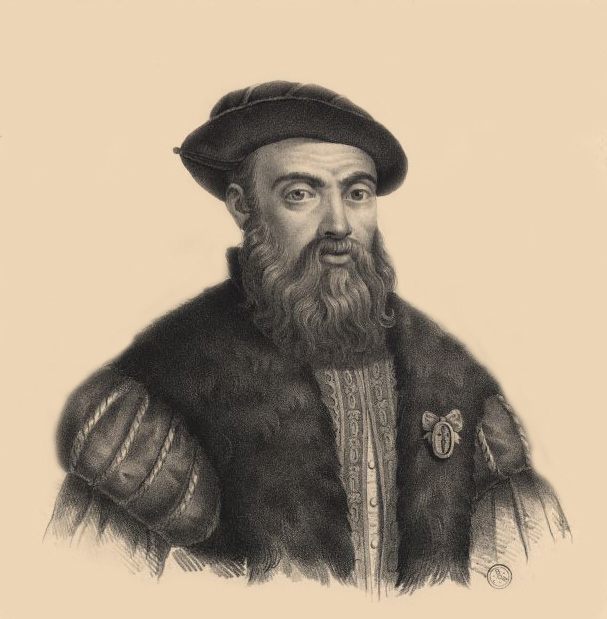
Fernando de Magallanes.

Durante la era de los descubrimientos, una expedición comandada por el portugués Fernando de Magallanes, al servicio de la Corona española, descubrió el paso al océano Pacífico el 21 de noviembre de 1520 y llegó a la isla de Orona (islas Fénix), tomando posesión de las islas para España. En su travesía, en 1521, descubrió el archipiélago Tuamotu y visitó la isla Puka-Puka, a la que llamó «San Pablo». Después el 6 de marzo de 1521 la expedición tocó Guam, donde fondearon para recoger víveres y hacer aguada.
El 16 de marzo llegaron a Sámar, lo que significó el descubrimiento de las islas Filipinas, que Magallanes llamó «islas de San Lázaro», y reclamó las islas para España. En Mactán, Magallanes murió combatiendo el 21 de abril de 1521, al querer someter por la fuerza a los indígenas. A su sucesor, Duarte Barbosa, lo mataron a traición en Cebú junto a treinta de sus hombres en un banquete trampa organizado por el rajá.
El resto de la expedición continuó el viaje en las naves Victoria y Trinidad, quemando la Concepción. En Mindanao, el segundo de a bordo, Juan Sebastián Elcano, se hizo cargo de la expedición y se dirigieron a las islas Molucas a recoger especias, desde donde partirían hacia España.

Expedición de Magallanes-Elcano.

Las últimas dos naos, la Victoria y la Trinidad, se separaron debido a una avería en la Trinidad. La Victoria puso rumbo oeste por el océano Índico y la Trinidad, al mando de Gonzalo Gómez de Espinosa, intentó buscar el tornaviaje por el océano Pacífico.

#### Viaje de Gonzalo Gómez de Espinosa
El 6 de abril de 1522 la Trinidad salió de Tidore, poniendo rumbo al nordeste. Avistaron las islas más septentrionales de las Marianas y luego marcharon al norte con el fin de encontrar vientos propicios para alcanzar Nueva España. Debido al temporal, los marineros tuvieron que volver por el mismo recorrido por las Marianas.
La nave cedía, poco a poco, debido al mar y su estado era pésimo, por lo que tuvieron que ir a la isla de Ternate, donde fueron capturados por los portugueses, que quemaron el barco y confiscaron la carga. De los cincuenta hombres que había en la nao desde hacía seis meses, solo dieciocho sobrevivieron, muriendo en el camino más de la mitad, aparte de tres tripulantes desertados en las Marianas.
En este viaje, la Trinidad descubrió numerosas islas para la Corona española, al norte y nordeste de Halmahera, como son Doi, Rau y Morotai; fueron los primeros europeos en descubrir las Palaos, la isla de Sonsoral y, más al nordeste, el avistamiento de nuevas islas en la zona de las actuales Ngulu, Yap, Ulithi, Fais y Sorol; el descubrimiento de la isla de Aguihan, o quizá de la Asunción, en la ida, la isla Maug, en la vuelta, todas ellas en las Marianas. También fue la primera nave que subió a los 42º septentrionales en el océano Pacífico y la primera en intentar el tornaviaje.

### Expedición de García Jofré de Loaísa

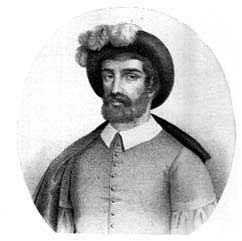
Juan Sebastián Elcano.

Tras la primera circunnavegación del mundo, Carlos I de España decidió enviar otra expedición para tomar posesión de las islas Molucas en nombre de la Corona. Para ello encargó a García Jofré de Loaísa y a Juan Sebastián Elcano comandar la expedición compuesta por siete naves: la Santa María de la Victoria, la Sacti Spiritus, la Anunciada, la San Gabriel, la Santa María del Parral, la San Lesmes y el patache Santiago.
En su travesía, llegaron al Pacífico el 26 de mayo de 1526. La expedición estaba siendo desastrosa: se hundió una de las naves, la Santa María del Parral, la pérdida de la Sancti Spiritus y las deserciones de la Anunciada y la San Gabriel. Además, las naves comenzaban a averiarse por los embates del mar y los tripulantes fallecían a mano del escorbuto. Entre ellos murieron Loaísa y Elcano. Durante el viaje se perdieron el patache Santiago, que llegó a la Nueva España y la San Lesmes de la que no se supo, pues se cree que pudo recalar en Tahití, en la isla de Amanu, en las Tuamotu o que llegaran hasta Nueva Zelanda y naufragaran en la costa sur de Australia; desde allí la tripulación habría costeado la isla hasta pasar el cabo York, siendo después apresados, probablemente, por la segunda expedición del portugués Gomes de Sequeira.
La única nave superviviente de la expedición, la Santa María de la Victoria, continuó el viaje para llegar a las islas Marianas y descubrieron el 21 de agosto la isla de San Bartolomé (Maloelap), pero no pudieron tocar tierra y continuaron hasta llegar el 5 de septiembre la isla de Guam.
Se dirigieron a Mindanao en las Filipinas y de allí a las islas Molucas donde llegarían el 2 de octubre de 1526. En las Molucas lucharon durante tres años hasta que en 1529 se firmó un tratado de paz con el gobernador portugués Jorge de Menezes. La tripulación sería trasladada como prisioneros a Goa (India portuguesa) y llegarían a Lisboa en 1536 dando fin a la expedición.

### Expedición de Álvaro de Saavedra Cerón

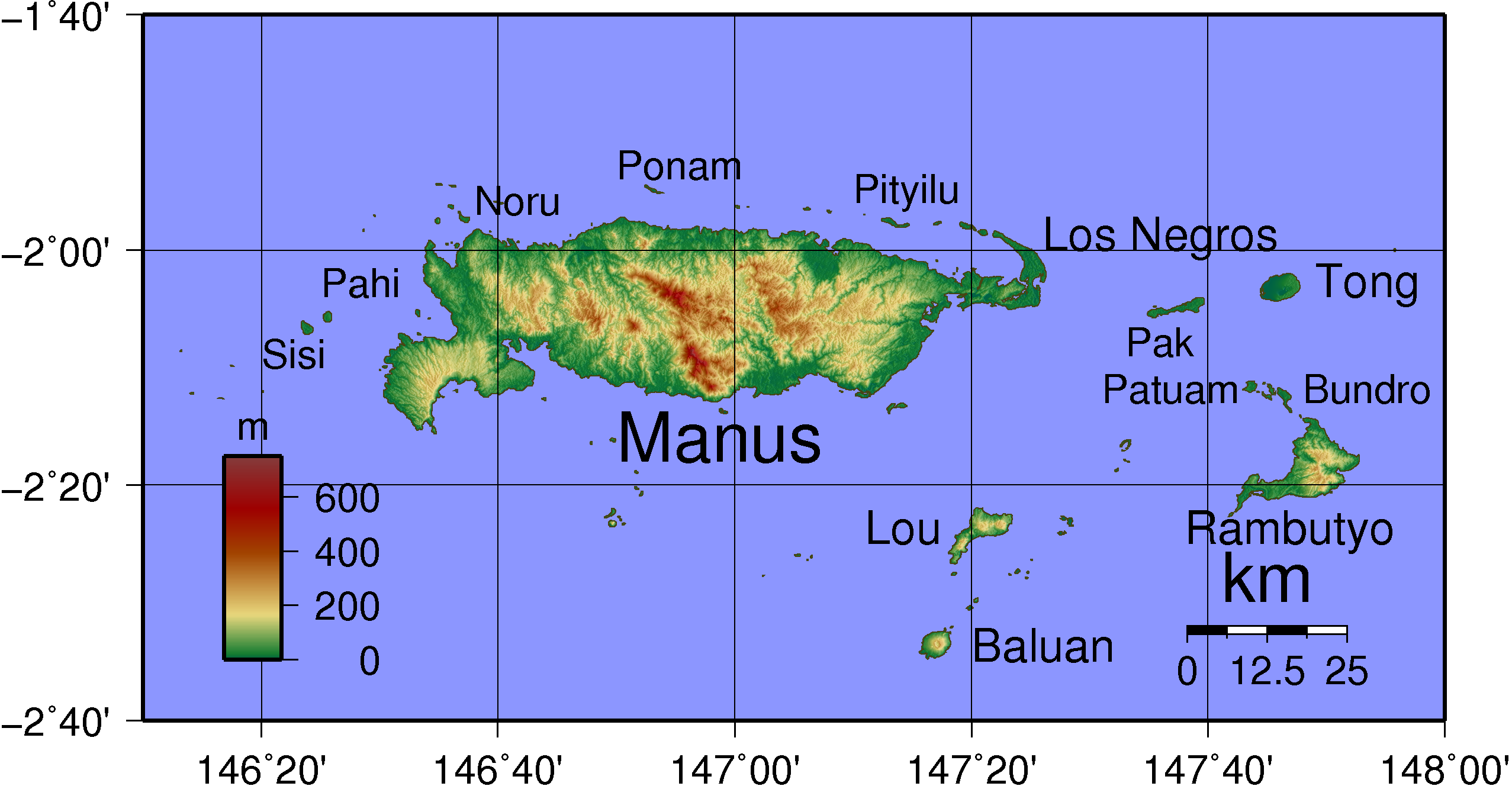
Islas del Almirantazgo.

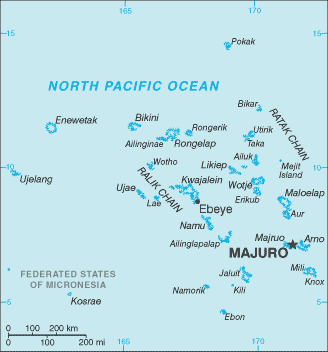
Islas Marshall.

Hernán Cortés, tras la conquista del Imperio azteca, creyó importante crear flotas navales en el Pacífico. Por ello, solicitó a su primo Álvaro de Saavedra Cerón comandar una expedición al Pacífico. Este capitán, al mando de dos naos y un bergantín, se hace a la mar desde el puerto de Zihuatanejo el 31 de octubre de 1527. Bajaron hasta los 12º septentrionales y pusieron rumbo oeste, recorriendo la costa norte de la isla de Nueva Guinea, hasta tocar Mindanao en las Filipinas, para seguir luego a las Molucas. Al llegar a Tidore se encuentran con algunos de los supervivientes de la expedición de Loaísa al mando de Hernando de la Torre.
La Florida, nave capitana de la expedición, tras una involuntaria separación, fue la única superviviente de las tres. El 12 de junio de 1528 salen de Tidore al Pacífico para intentar el tornaviaje y que, concluido sin fruto, lo vuelven a intentar el 2 de mayo del año siguiente, pero tuvieron que hacer reparaciones en Nueva Guinea, donde recogieron comida y agua de los nativos y después salir de allí hacia el noroeste. Durante la travesía descubrieron las islas del Almirantazgo y las islas Marshall que fueron reclamadas para España. Más tarde, Saavedra perdió la vida y la expedición quedó frustrada, dándole fin tras un naufragio en una tempestad.
En esta expedición, se encontraron numerosos hallazgos geográficos: Namonuito en las Carolinas centrales, así como las islas Los Reyes identificadas como Faraulep; también se encontraron con la Nueva Guinea, la cual costeó por el norte y donde, durante la vuelta, se aprovisionaron. En el tornaviaje se descubrió la isla de Paine, una de los grupos situados entre Halmahera y Nueva Guinea; por último, numerosas islas en las islas Carolinas, también las islas del Almirantazgo y las islas Marshall que fueron reclamadas e incorporadas a España.
Tal vez los exploradores españoles de esta expedición llegaron al archipiélago de Hawái dos siglos antes de que el capitán James Cook las visitara en 1778. En un mito se describe que los blancos fueron recibidos por el jefe Wakalana. Es posible que estas personas eran descendientes de los tripulantes de la nave de Saavedra.

### Expedición de Hernando de Grijalva
En 1537 Hernán Cortés, envió a Hernando de Grijalva al Perú transportando ayuda para Francisco Pizarro. Luego de cumplir esa misión Grijalva expedicionó en la nao Santiago por el océano Pacífico ecuatorial buscando realizar el descubrimiento de ricas islas que suponían que hallaría en la dirección en la que se hallaban las islas Molucas. Grijalva fue asesinado en un motín de su tripulación, quienes decidieron encaminar el barco hacia las Molucas.
Antes de perder el barco en Nueva Guinea, donde murió casi toda la tripulación, los expedicionarios descubrieron algunas islas, cuya identificación es actualmente especulativa y los tres sobrevivientes fueron rescatados por el gobernador portugués de la fortaleza de Ternate, António Galvão, quien recibió la relación del viaje realizada por el contramaestre Miguel Noble.

### Expedición de Ruy López de Villalobos
En 1541, Ruy López de Villalobos recibió el encargo de Antonio de Mendoza y Pacheco, primer virrey de la Nueva España, de encabezar una expedición hacia las Indias Orientales en busca de nuevas rutas comerciales. Llevaba consigo seis naves y entre 370 y 400 hombres que se hicieron a las velas el 1 de noviembre de 1542 desde el Puerto de Navidad (Jalisco). Con rumbo sudoeste llegaron a los 11º conforme a la línea equinoccial hasta dar con la isla filipina de Mindanao, después de descubrir algunas tierras. Allí pasaron hambre y tuvieron que luchar con los indígenas. Se dirigieron a las islas de las Especias (Molucas) donde Villalobos mandó a una nao para intentar el tornaviaje por el Pacífico para solicitar ayuda al Virreinato y socorrer a la maltrecha expedición. La nao Santiago siguió por el norte, capitaneada por Bernardo de la Torre y tras el fracaso lo intentaron por el sur con la misma nao, pero esta vez capitaneada por Íñigo Ortiz de Retes. Villalobos murió en 1544 en la isla de Ambon. A la vuelta de la última nave en no conseguir el tornaviaje, la expedición fracasó debido a que los portugueses les hicieron prisioneros.

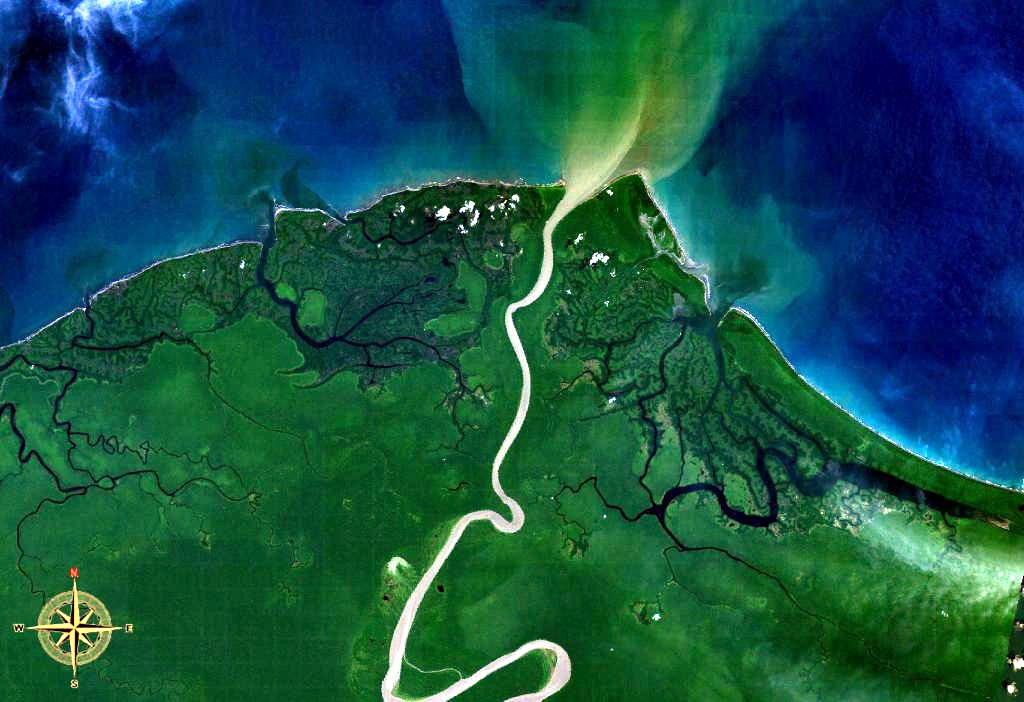
Río Mamberamo.

En la expedición de Villalobos se descubrió la isla Clarión descubriéndose las islas Revillagigedo; la isla Wotje en la zona oriental de las Marshall; el grupo insular de Kwajalein, a la que llamaron «islas Los Jardines», en las Marshall centrales; la isla de Fais en las Marshall occidentales y la isla de Yap en las Carolinas occidentales. En el viaje de ida los informes de Juan Gaetano parecen describir el descubrimiento de las islas Hawái o de las islas Marshall en 1555. Si se tratase de Hawái, Gaetano habría sido uno de los primeros europeos que llegaron a las islas junto con Saavedra.

#### Viaje de Bernardo de la Torre
El intento de regreso a Nueva España de Bernardo de la Torre por el norte, se inició desde la isla de Sarangani en Mindanao el 4 de agosto de 1543 a bordo de la nao San Juan. Falló en su intentó de lograr el tornaviaje y volvió a las Molucas.
Las tierras descubiertas fueron: un arrecife que llamaron Abreojos; quizá el arrecife Arakane; quizá la isla de Parece Vela también llamada de Okino Tori; quizá la isla de Sarigán, Anatahán, Saipán, las islas de Farallón de Pájaros, Medinilla y Tinián en las Marianas; descubrieron posiblemente la isla Marcus (Minamitorishima) y algunas de las islas Bonin (Ogasawara), a las que llamó «islas del Arzobispo», las islas de Los Volcanes, a las que llamó «Los Volcanes», y la isla de Iwo Jima. Además fue el primer europeo en cruzar el estrecho de San Bernardino y el primero en circunnavegar Mindanao.

#### Viaje de Íñigo Ortiz de Retes
Íñigo Ortiz de Retes intentó el tornaviaje a América por el sur con la misma nao, la Santiago. La nao partió de Tidore el 16 de mayo de 1545. Avistaron las islas Talao en donde descansaron una semana. De allí pusieron rumbo sudeste hasta avistar la costa norte de la isla de Nueva Guinea a la que costeó durante cuatro días, desembarcando el 20 de junio cerca de la desembocadura de un río que llamó San Agustín, identificado con el río Mamberamo. Desembarcó y tomó posesión de estos territorios para la corona española, dándoles el nombre de «Nueva Guinea» debido a que sus habitantes le recordaron a los de las costas de la Guinea africana. Costearon más de la mitad del norte de Nueva Guinea y debido a las malas rachas de viento se vieron forzados a volver a las Molucas en agosto de 1545.

## Conquista de las Filipinas

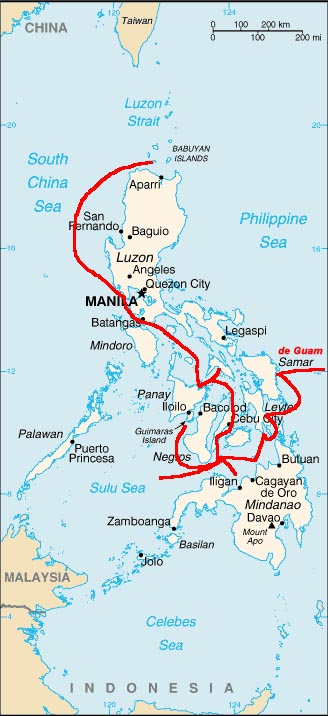
Itinerario seguido por la expedición de Miguel López de Legazpi en el archipiélago filipino.

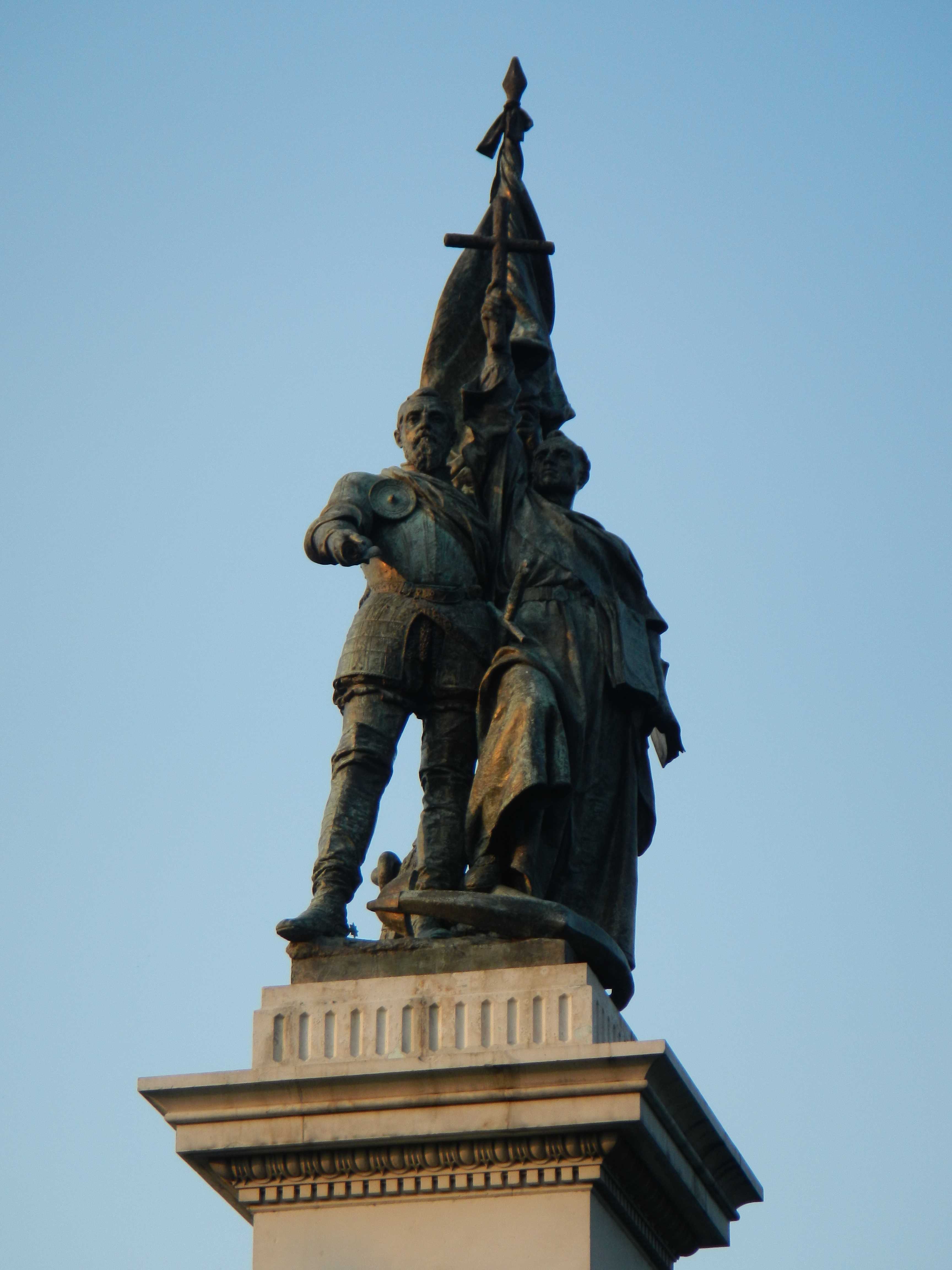
Monumento a Legazpi y Urdaneta en Manila.

Tras la expedición de Magallanes, se sucedieron numerosas expediciones a las Filipinas, pero todas fallaron en su intento de conquista; además de que se sabía que los indígenas eran sumamente dóciles, estaba el interés de arrebatar el poder de Portugal en las Indias Orientales.
En 1527, Hernán Cortés organizó una expedición, que tenía como objeto encontrar nuevas tierras en el mar del Sur (océano Pacífico), y le encargó a su primo Álvaro Saavedra y Cerón el mando de la misma. Tres barcos, zarparon de Zihuatanejo rumbo a Asia el 31 de octubre de 1527. En el camino, dos de ellos naufragaron y el tercero llegó a las Molucas, pero, tras numerosos intentos, no pudo regresar por no haber encontrado la corriente del retorno.
Después en 1541, Ruy López de Villalobos fue enviado por el virrey Antonio de Mendoza para encabezar una expedición hacia las Indias Orientales en busca de nuevas rutas comerciales. Su expedición partió de Puerto de Navidad en 1542 a bordo de cuatro carabelas.
En 1543 la flota tocó la costa sur de la isla de Luzón (Filipinas). De allí partieron más al oriente hasta alcanzar la isla de Leyte y las nombraron «islas Filipinas» en honor al príncipe y futuro rey de España Felipe II. A causa del hambre y de un navío que se arruinó por un accidente de navegación, la expedición fue desastrosa y se tuvieron que ir a buscar refugio en las Molucas, dominio portugués, y después de algunas escaramuzas fueron tomados presos. Villalobos murió preso en 1544 en la isla de Amboina. El resto de la tripulación consiguió escapar y regresar a Nueva España, donde contaron las historias al virrey, y así se consideró parte de la Nueva España la Capitanía General de Filipinas.

### Expedición Legazpi-Urdaneta
El intento de colonización de Filipinas no terminó ahí. El segundo virrey de Nueva España, Luis de Velasco, encargó a Miguel López de Legazpi, de origen vasco aunque avecindado en la ciudad de México, hacerse a la mar en una nueva expedición, en colaboración con fray Andrés de Urdaneta. Sin embargo, tras la muerte en oficio del virrey, una representación regia interina formada por cuatro oidores de la Real Audiencia de México fue la responsable de ejecutar los planes de Velasco en relación a la expedición Legazpi-Urdaneta. 
Zarpó de Puerto de Navidad en el Reino de la Nueva Galicia el 21 de noviembre de 1564 y en el viaje conquistó Guaján (Guam), las islas Carolinas, las islas de Saavedra (islas Marshall) y las islas Marianas. El 27 de abril de 1565 Legazpi llegó a las Filipinas, tocando Sámar donde comenzaría la conquista. Hábilmente, López de Legazpi evitó hostilizar a los moradores de las islas, que se decía que enseñaban ni más por más las vergüenzas al aire, y no encontró resistencia para explorarlas. Por la escasez de productos, Legazpi se vio forzado a trasladarse de isla en isla y expandió los dominios allí. El movimiento fue fácil, ya que en las islas, al igual que en México, los clanes estaban rivalizados, y Legazpi estableció fácilmente lazos de amistad que le permitieron moverse de isla en isla, levantando al rato los primeros asentamientos españoles: la Villa del Santísimo Nombre de Jesús y Villa de San Miguel.
Además de la conquista de las Filipinas por Miguel López de Legazpi, se descubrió el tornaviaje a América gracias a Andrés de Urdaneta que abrió una nueva ruta comercial a través de la corriente de Kuroshio. Con el tiempo esta ruta sería el principal lazo que uniría las posesiones de España en América con sus baluartes en Asia del que sería el famoso Galeón de Manila.

### Galeón de Manila
Las actividades del Galeón de Manila comenzaron en el siglo XVI tras el tornaviaje de Andrés de Urdaneta. La ruta del Galeón hacia un recorrido desde Manila (Filipinas) hasta Acapulco (México). Guaján (Guam) fue una importante parada en la ruta entre Acapulco y las Filipinas. Los galeones llevaban especias (pimienta, clavo y canela), porcelana, marfil, laca y elaboradas telas (tafetanes, sedas, terciopelo, raso), recogidas tanto de las islas Molucas como de la costa asiática del Pacífico. Estas mercancías se vendían en los mercados europeos y americanos.

## Expediciones españolas al Pacífico entre 1576 y 1607

Exploraciones y rutas españolas en el océano Pacífico entre 1520 y 1794.

### Expedición de Juan Jufré y Juan Fernández

Nueva Zelanda; los primeros europeos en llegar a ella fueron Juan Jufré y Juan Fernández en 1576.

En 1576 desde el Virreinato del Perú los marinos Juan Jufré y Juan Fernández realizaron una expedición a la Polinesia, en el curso de la cual se descubrió el archipiélago de Nueva Zelanda, convirtiéndose ambos en los primeros europeos en arribar a él. Exploraron y tomaron posesión del archipiélago en nombre del rey de España Felipe II. También es posible que pudiesen llegar a la costa oriental de Australia.
Al terminar la expedición se mandó una carta al rey de España informándole del descubrimiento de nuevas tierras. En cuanto a las referencias de las mencionadas tierras descubiertas por Juan Fernández, se hace saber que de acuerdo al relato existente se trataba de un suelo montañoso, fértil, de ríos caudalosos y poblado por gente blanca (Nueva Zelanda y los maoríes) que contaba con todos los frutos necesarios para subsistir. Pero el rey nunca llegó a contestar esta carta y la expedición quedó en el olvido.

### Expediciones de Álvaro de Mendaña

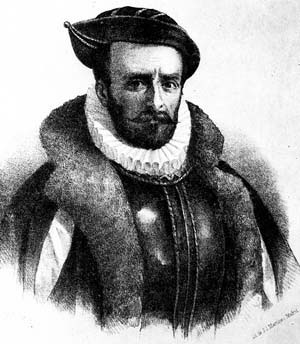
Álvaro de Mendaña.

#### Primer viaje de Mendaña
La expedición partió del Callao (puerto de Lima), el 20 de noviembre de 1567, compuesta por dos barcos: Los Reyes y Todos los Santos con una tripulación de 150 hombres. Pedro de Ortega Valencia era el maestre de campo y capitán de la nave almiranta; Pedro Sarmiento de Gamboa iba al mando de la nao capitana y como cosmógrafo y Hernán Gallego era el piloto mayor.
Después de atravesar lo que llamaron «golfo de la Concepción» y «golfo de la Candelaria» (mar entre el Perú y las Tuvalu), pasaron el 15 de enero de 1568 por delante de la poblada isla Jesús (Nui), en las islas Tuvalu y luego de avistar los «Baxos de la Candalaria» (Ontong Java) el 1 de febrero, llegaron sin escalas a la primera de las islas Salomón: la isla de Santa Isabel el 7 de febrero de 1568 en donde una parte de la expedición exploró la isla y otra parte construyó un bergantín con el que Pedro de Ortega y Hernán Gallego la circunnavegaron confirmando que era una isla.

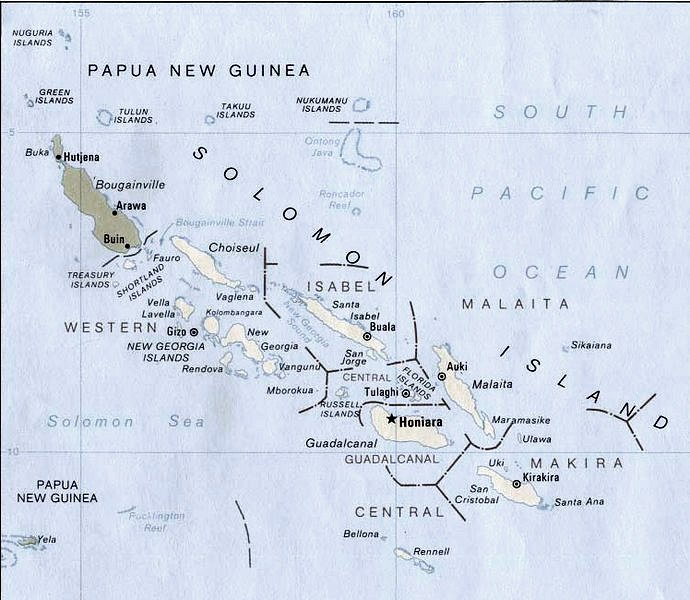
Archipiélago de las islas Salomón, descubierto por Álvaro de Mendaña en 1568.

Luego la expedición explora las islas cercanas: isla de Ramos (Malaita), San Jorge (al sur de Santa Isabel), las islas Florecidas, Galera, Buenavista, San Dimas, y Guadalupe (grupo de islas Florida o Nggela Sule), Guadalcanal, Sesarga (Savo), islas San Nicolás, San Jerónimo y Arrecifes (grupo Nueva Georgia), San Marcos (Choiseul), San Cristóbal (Makira), Treguada (Ulawa), Tres Marías (Olu Malua), San Juan (Uki Ni Masi), San Urbán (Rennell), Santa Catalina y Santa Ana llegando el 25 de mayo de retorno a Santa Isabel. El 28 de mayo se establecieron en Guadalcanal con la idea de fundar allí un poblado, pero al mes deben abandonarla ante la hostilidad de sus habitantes y la falta de víveres, dirigiéndose a la isla de San Cristóbal. Durante los seis meses que permanecieron en las Salomón, no encontraron oro pero el nombre de islas Salomón perduró hasta hoy. El viaje de vuelta lo hicieron por la ruta utilizada por el Galeón de Manila hasta Acapulco (en México), pasando por los Baxos de San Bartolomé (atolón Maloelap, islas Marshall) y la isla de San Francisco (isla Wake), llegando al Callao el 22 de julio de 1569.

#### Segundo viaje de Mendaña
Durante veinticinco años Mendaña intentó hacer un segundo viaje para colonizar las islas Salomón, aunque tenía la aprobación del rey se encontró con el rechazo de las autoridades coloniales del Perú descontentas con los resultados del primer viaje y con la de los enemigos de su tío, que había muerto. Fue el nuevo virrey, García Hurtado de Mendoza, marqués de Cañete, quien patrocinó la nueva expedición gracias a la influencia de la esposa de Mendaña, Isabel Barreto. Se organizó como una expedición privada donde el virrey aportaba los efectivos militares, en tanto que Mendaña que iba como adelantado de las Salomón, convencía a mercaderes y colonos para participar en la aventura. El objetivo era establecer una colonia en las islas Salomón impidiendo que los corsario ingleses encontraran un refugio en el Pacífico desde dónde pudieran atacar las islas Filipinas o la costa americana.
Se embarcaron unas cuatrocientas personas, entre las que se encontraban pasajeros con sus mujeres y esclavos dispuestos a fundar una colonia. Acompañaban al general su mujer Isabel Barreto y tres cuñados. El piloto mayor de la expedición, y capitán de la nave capitana, era el portugués Pedro Fernández de Quirós o Fernandes de Queirós (en esos años el Reino de Portugal formaba parte de la Monarquía Hispánica). Los cuatro barcos eran:
- San Gerónimo, nave capitana, galeón de 200 a 300 toneladas, cuyo capitán y piloto mayor era Pedro Fernández de Quirós.
- Santa Ysabel, nave almirante, galeón de 200 a 300 toneladas, cuyo capitán era Lope de Vega. Desapareció el 7 de septiembre de 1595.
- San Felipe, galeota de 30 a 40 toneladas. Propietario y capitán: Felipe Curzo. Desapareció el 10 de diciembre de 1595.
- Santa Catalina, fragata de 30 a 40 toneladas. Propietario y capitán: Alonso de Leyra. Desapareció el 19 de diciembre de 1595.

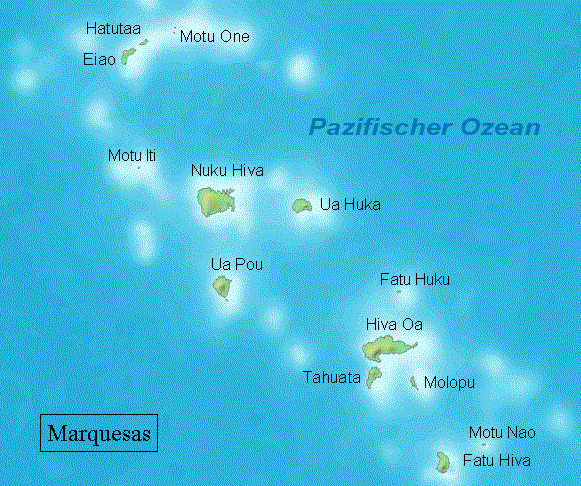
Islas Marquesas, descubiertas por Álvaro de Mendaña en 1595.

La segunda expedición partió también del puerto del Callao el 9 de abril de 1595 y después de hacer escala en Paita se hizo a la mar el 16 de junio, descubriendo las «islas Marquesas de Mendoza» (islas Marquesas) el 21 de julio, que bautizó en honor al virrey, el marqués de Cañete. Exploraron las islas del sur del archipiélago: Magdalena (Fatu Hiva), Dominica (Hiva Oa), Santa Cristina (Tahuata), San Pedro (Moho Tani) y continuaron viaje el 5 de agosto. De nuevo de camino hacia el oeste pasaron por delante de la isla San Bernardo (Pukapuka, islas Cook) el 20 de agosto y La Solitaria (Niulakita, Tuvalu), el 29 de agosto. Hasta que llegaron a las islas de Santa Cruz, archipiélago del sur de las islas Salomón. Al pasar junto a Tinakula, un volcán que se encontraba en actividad, desapareció la Santa Ysabel el 7 de septiembre. Luego avistaron La Huerta (Tomotu Noi), Recifes (grupo de las islas Swallow) el 8 de septiembre. Llegaron a la isla de Santa Cruz (hoy Ndende o Nendo en las islas Santa Cruz) el 8 de septiembre.
Fundaron una colonia en la isla Santa Cruz pero, enfermo de malaria, Mendaña perdió el control de la situación. Los soldados cometieron crímenes y excesos con los indígenas y se produjo un intento de rebelión. El 18 de octubre de 1595 muere Mendaña y se hace cargo de la expedición su esposa Isabel Barreto. Al deteriorarse la situación decidieron abandonar la colonia y poner rumbo a las Filipinas el 18 de noviembre. Por el camino se perdieron la San Felipe (10 de diciembre) y la Santa Catalina (19 de diciembre). La San Gerónimo, guiada por Pedro Fernández de Quirós, pasó por Guam el 1 de enero de 1596 y arribó al puerto de Cavite en Manila el 11 de febrero de 1596. Luego de ser reparada continuó hacia Acapulco, a donde llegó el 11 de diciembre de 1596.

### Expedición de Pedro Fernández de Quirós

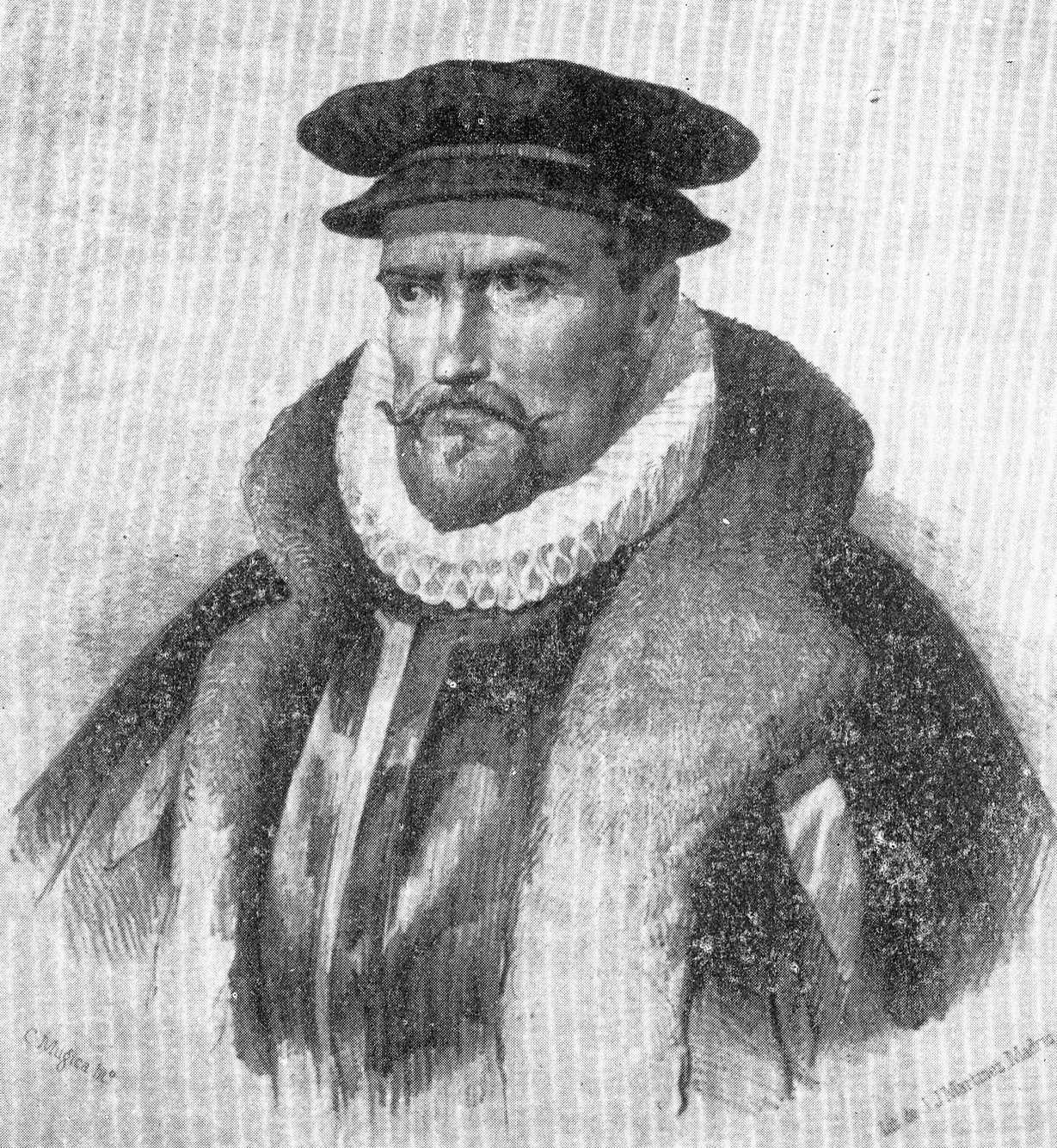
Pedro Fernández de Quirós.

Quirós, quien había conducido hasta Acapulco el retorno de la nave sobreviviente de la última expedición de Mendaña, se dirigió al Perú llegando a Paita el 3 de mayo de 1597. Luego, por consejo del virrey viajó a Europa, en abril de 1598, llegando a Sevilla en febrero de 1600 y luego visitó en Roma al papa Clemente VIII, de quien obtuvo apoyo para continuar explorando el Pacífico. Regresó al Perú en marzo de 1605 con la intención de encontrar y conquistar la Terra Australis Ignota. Armó una expedición de tres naves: la capitana llamada Santos Pedro y Pablo, la almiranta llamada San Pedro y la más pequeña llamada Los Tres Reyes Magos, que partieron del Callao el 21 de diciembre de 1605, con trescientos marineros y soldados.
El 26 de enero de 1606 encontraron una isla que llamaron «Luna Puesta» (tal vez sea Ducie en Pitcairn o una de las islas Tuamotu), llamada también «La Anegada» o «La Encarnación» por otros miembros de la expedición y luego otras islas del archipiélago: el 29 de enero, «San Juan Bautista» (posiblemente Henderson en Pitcairn), una isla despoblada donde recogieron piñas que también llamaron «Sin Puerto», «San Valerio» y «Sin Provecho». Luego hallaron «San Telmo» el 4 de febrero («San Blas» o «Corral de Agua»), tal vez sea Marutea Sur. El 5 de febrero alcanzaron «Las Cuatro Coronadas» («islas Anegadizas», «Cuatro Hermanas» o «Las Anegadas»), tal vez el grupo Acteón y luego «San Miguel Arcángel» (Vairaatea) el 9 de febrero, sin desembarcar al no encontrar fondeaderos. El 10 de febrero hallaron la primera isla poblada del archipiélago «La Conversión de San Pablo» (Hao) en la cual desembarcaron e hicieron contacto con sus habitantes y el 12 de febrero ven otra que no visitan pero que bautizan: «Decena» por ser la décima isla hallada (Tauere o tal vez Faaite) y al día siguiente «La Sagitaria» (tal vez Rekareka) en donde desembarcaron y tomaron contanto con sus habitantes. Al día siguiente descubrieron «La Fugitiva» (tal vez Uturoa del archipiélago de la Sociedad o Raroia). También fue el primer europeo que descubrió Tahití, aunque no se sabe si llegó a desembarcar.
El 21 de febrero de 1606, diez años después del segundo viaje de Mendaña, Quirós consiguió reencontrar la isla «de San Bernardo» o «La del Pescado» (Carolina) en las Esporadas Ecuatoriales o tal vez Manihiki (norte de las islas Cook), pero estaba despoblada y sin agua, por lo que continúan viaje hacia la isla de Santa Cruz. Alcanzaron luego el 1 de marzo una isla habitada que denominaron «isla de Monterrey», «La Peregrina» o «isla de Gente Hermosa» (tal vez Pukapuka en el grupo de las Danger, Swains en Tokelau o Rakahanga al norte de las Cook y al este de las Danger) en donde desembarcaron y chocaron con sus habitantes y el 25 de marzo de 1606 la tripulación de la capitana se inquieta, por lo que Quirós destituye al piloto mayor y pone en su lugar a Pedro de Leza. Continúan el viaje y llegan el 7 de abril a otra isla poblada «Nuestra Señora del Socorro» (Taumaco en el archipiélago de las Duff) en donde denominó «Venecia» a un poblado indígena y tomó contacto con sus habitantes. El 18 de abril Quirós ordenó zarpar hacia el sudeste alcanzando el 21 de abril la isla Tucopia (Tikopia) en las Salomón en donde desembarcó se contactó con sus habitantes y luego descubrieron el archipiélago de las Nuevas Hébridas (islas Vanuatu) divisando el 25 de abril: San Marcos (Mere Lava), Vergel (Merig), Margaritana y Sierra Clementina (islas Maewo). El 27 de abril pasaron por Virgen María (Gaua), Los Portales de Belén (Vanua Lava), Las Lágrimas de San Pedro (islas Saddle) y Mota (Mota Lava).

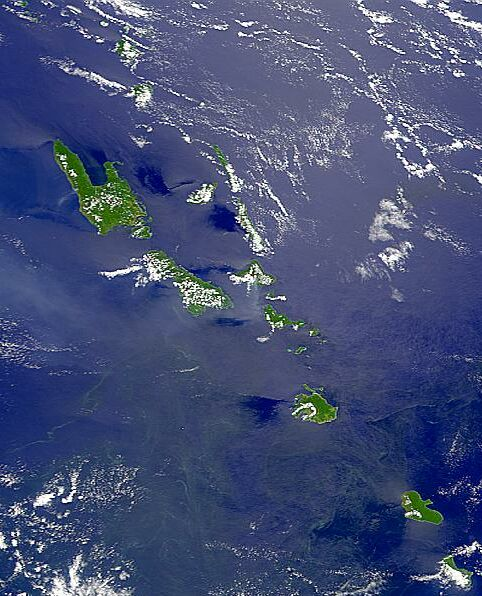
Islas Vanuatu, archipiélago descubierto por Pedro Fernández de Quirós en 1606.

El 30 de abril llegaron a la isla de Espíritu Santo en donde Quirós tomó posesión de todas las tierras del sur hasta el polo:

Séanme testigos los cielos, tierra, las aguas con todas sus criaturas, y las que presentes estáis testigos, de como Yo, el capitán Pedro Fernández de Quirós, en estas partes que hasta agora han sido incógnitas, en nombre de Jesucristo, hijo del Eterno Padre y de la Virgen Santa María, Dios y hombre verdadero, enarbolo esta señal de la Santa Cruz en que su persona fue crucificada y a donde dio la vida por el rescate y remedio de todo el género humano, siendo presentes por testigos todos los oficiales de mar y guerra: fecha día de Pascua del Espíritu Santo, a 14 de mayo de 1606. En estas partes del Sur hasta agora incógnitas a donde estoy, he venido con la aprobada licencia del Sumo Pontífice Clemente Octavo, y por mandado del Rey nuestro Señor Don Felipe III, Rey de las Españas..., despachado por el Consejo de Estado. Yo, Pedro Fernández de Quirós, en nombre de la Santísima Trinidad tomo posesión de todas las islas y tierras que nuevamente he descubierto, y descubriré hasta su polo. Tomo posesión de toda esta parte del Sur hasta su polo en nombre de Jesús... Tomo posesión de todas las partes del Sur hasta su polo en nombre de Juan de Dios, y de todos los hermanos profesos de su orden... Que desde agora se ha de llamar la Austrialia del Espíritu Santo, con todos sus anexos y pertenecientes, y esto para siempre jamás en nombre del Rey Don Felipe III cuyo es el gasto, y costa de esta armada con que vine a descubrir las dichas tierras.

Quirós desembarcó en esa isla que creyó era parte del continente meridional y la llamó la «Austrialia del Espíritu Santo» (mezclando las palabras «austral» y «Austria», dinastía reinante en España y Portugal). La isla todavía se llama Espíritu Santo. Allí fundó una colonia que llamó «Nueva Jerusalén» a orillas de un río que denominó Jordán. Pero la colonia fue pronto abandonada debido a la hostilidad de los habitantes de la isla y a los desacuerdos entre los componentes de la expedición. Váez de Torres descubrió luego que se trataba de una isla y no de un continente y la denominó «isla Cardona».
Algunas semanas después Quirós se hizo a la mar otra vez. El mal tiempo lo separó de las otras naves y no conseguía (o eso dijo él más adelante) volver a la orilla. Entonces puso rumbo a Acapulco en México, a donde llegó en noviembre de 1606. Su segundo en el mando, Luis Váez de Torres, después de buscar inútilmente a Quirós y esperarlo quince días, se dirigió de nuevo a Espíritu Santo descubriendo que era una isla y siguió buscando la Terra Australis, hasta que abandonó la búsqueda y se dirigió a Manila, pasando por el mar del Coral, el estrecho de Torres que separa Australia (no se sabe si la divisó) y Nueva Guinea y luego el mar de Molucas.

#### Viaje de Torres
Cuando zarpó Quirós, Luis Váez de Torres se dirigió con la almiranta a Espíritu Santo que se descubrió que era una isla. El 26 de junio de 1606, sabiendo ya que «Austrialia del Espíritu Santo» era una isla, el San Pedro y Los Tres Reyes, al mando de Torres, partieron hacia Manila. Los vientos contrarios impidieron que los barcos siguiesen una ruta más directa a lo largo de la costa norte de Nueva Guinea, ya conocida. El relato de Prado da cuenta de que avistaron tierra el 14 de julio de 1606, que probablemente fuera la isla de Tagula, en el archipiélago de las Luisiadas, al sureste de Nueva Guinea. El viaje continuó durante los siguientes dos meses, realizando una serie de desembarcos para reponer alimentos y agua para los barcos y tomar posesión de esas tierras para España. Ello los puso en contacto estrecho y, en ocasiones violento, con los pueblos indígenas locales. Prado y Torres informan ambos de la captura de veinte personas, entre ellas una mujer embarazada que dio una luz varias semanas más tarde. Prado dibujó una serie de cartas esquemáticas de los anclajes en el golfo de Papúa, varias de las cuales aún se conservan.
Durante, muchos años se supuso que Torres siguió una ruta cerca de la costa de Nueva Guinea para navegar los 150 kilómetros del estrecho que lleva su nombre, pero en 1980 el historiador y capitán de Queensland, Brett Hilder, demostró que era mucho más probable que Torres hubiese tomado una ruta más meridional a través del canal que ahora se llama estrecho de Endeavour. Desde esta posición ciertamente habría avistado el cabo York, el extremo más septentrional de Australia. Independientemente de lo que haya hecho, el pragmático y tranquilo Torres nunca afirmó que había avistado el continente meridional y se limita a señalar que había pasado a través del estrecho. La expedición demostró que Nueva Guinea no formaba parte del tan deseado continente.
El 27 de octubre Torres llegó al extremo occidental de Nueva Guinea y se dirigió al norte de las islas de Ceram y Misool hacia el mar de Halmahera. A principios de enero de 1607 llegó al puerto de Ternate, en la isla homónima parte de las islas de las Especias. Navegó el 1 de mayo hacia Manila llegando el 22 de mayo.

## Periodo colonizador de Asia y Oceanía

Capitanía General de Filipinas.

La Capitanía General de Filipinas era la entidad territorial que la Corona española estableció en las Indias Orientales con capital en Cebú desde 1565 hasta 1595, año en el que Manila sería la capital hasta 1898. El virrey de Nueva España, con sede en la Ciudad de México, ejercía sobre estos territorios atribuciones relativas a asuntos económicos, y en lo demás el capitán general trataba directamente con el rey y el Consejo de Indias.

### Siglo XVI
Tras la conquista de las Filipinas en 1565 por el Imperio español, el archipiélago de Palaos, las islas Carolinas, las islas Marshall, las islas Marianas y parte de las islas Gilbert pasaron a formar parte del territorio de la Capitanía General de las Filipinas, como parte de las Indias Orientales Españolas. Sin embargo, la presencia española solo comenzó a expresarse con la evangelización, iniciada en la segunda mitad del siglo XVII, y su dominio empezó de forma efectiva en la segunda mitad del siglo XVII y en los siglos XVIII y XIX.
La conquista de Filipinas supuso el freno a la paulatina expansión islámica hacia el norte. Al llegar la expedición de Magallanes, en el año 1521, el Islam estaba establecido en algunos lugares de Mindanao, Joló, en comarcas tagalas de Luzón, en Palawan y en las islas Calamianes, aunque de una forma muy laxa, sobre todo en los tres últimos lugares. Con el envío de frailes agustinos a la ciudad de Cagayán de Oro, al norte de la isla de Mindanao, se detuvo la implantación del Islam en la comarca. Incluso la Santa Sede intentó facilitar la conversión al cristianismo concediéndoles a los habitantes de la isla privilegios tales como quedar exentos de la jurisdicción del Tribunal de la Santa Inquisición, no estar sujetos a muchos impedimentos matrimoniales legislados, y no tener que pagar diezmos ni primicias.

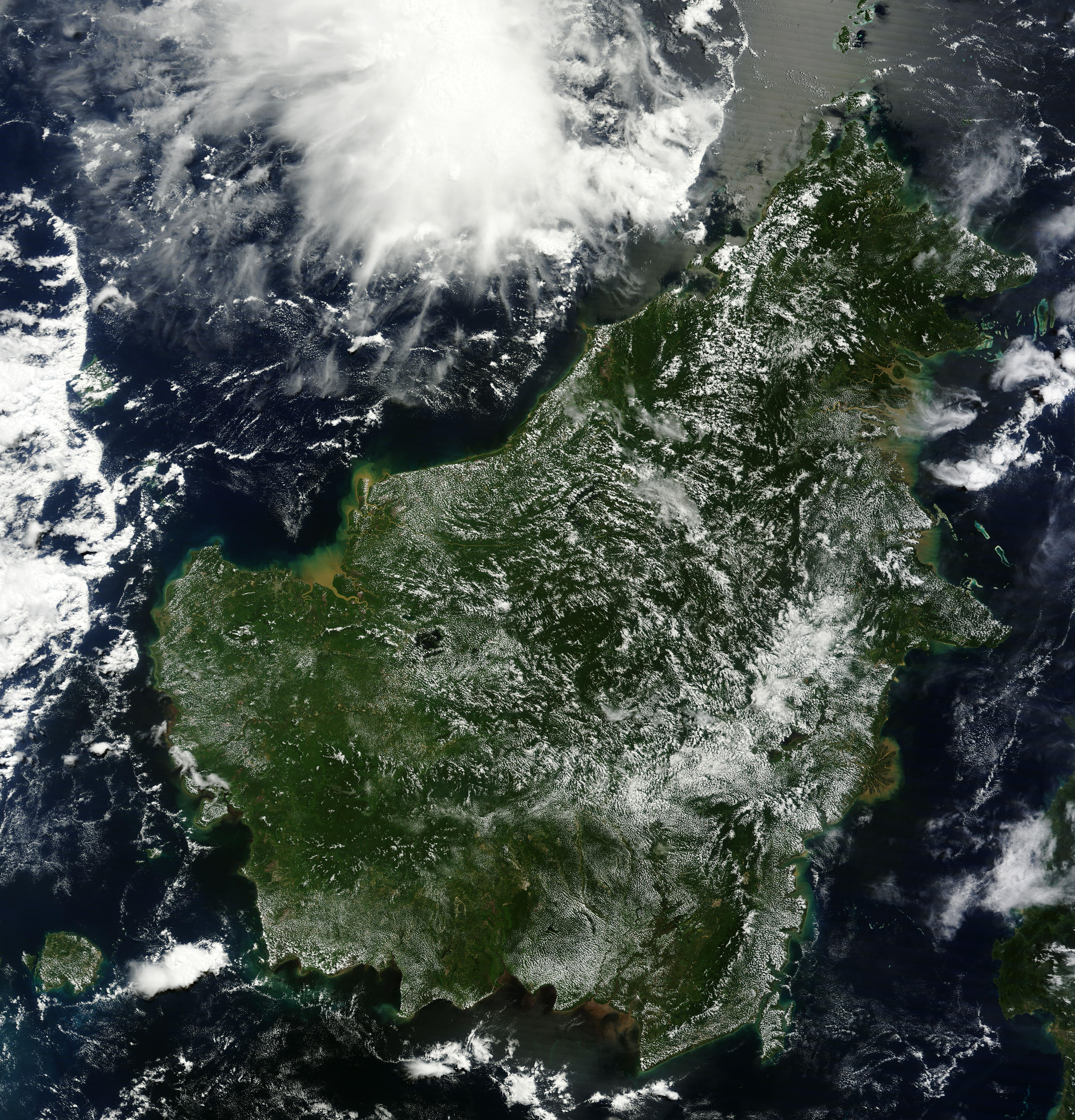
Isla de Borneo.

Cuando el archipiélago filipino fue sometido por el navegante español Miguel López de Legazpi, una flotilla del sultán de Borneo auxilió a los príncipes de Manila, ya que uno de aquellos príncipes era oriundo de Borneo. Y en 1577, cuando un pretendiente al trono de Borneo llamado Sirela solicitó el apoyo de España, el gobernador español de Filipinas Sande, zarpó de Manila con una escuadra de 30 bajeles y 2200 hombres. Proclamado Sirela rey, ofreció a los españoles el territorio de Sabah y algunos asentamientos de Borneo y dichos territorios fueron incluidos en la Capitanía como parte del Imperio español. Pero entonces el soberano destronado buscó refugio en las islas Molucas, solicitando el auxilio de los portugueses, quienes aspirando también a la posesión de Borneo, organizaron una flota bajo las órdenes de Héctor Brita, que venció a Sirela y lo hizo huir a Manila y solicitando nuevamente el apoyo de España. Estos enviaron al capitán Gabriel de River con un pequeño ejército que derrotó a los ocupantes y restableció a Sirela en el gobierno volviendo a ser Sabah territorio español.
España incluyó en el imperio la isla de Nueva Guinea en la que se construyeron numerosos asentamientos españoles, especialmente, en la península de Doberai (actual provincia de Papúa Occidental) que fue visitada, frecuentemente, por comerciantes españoles.

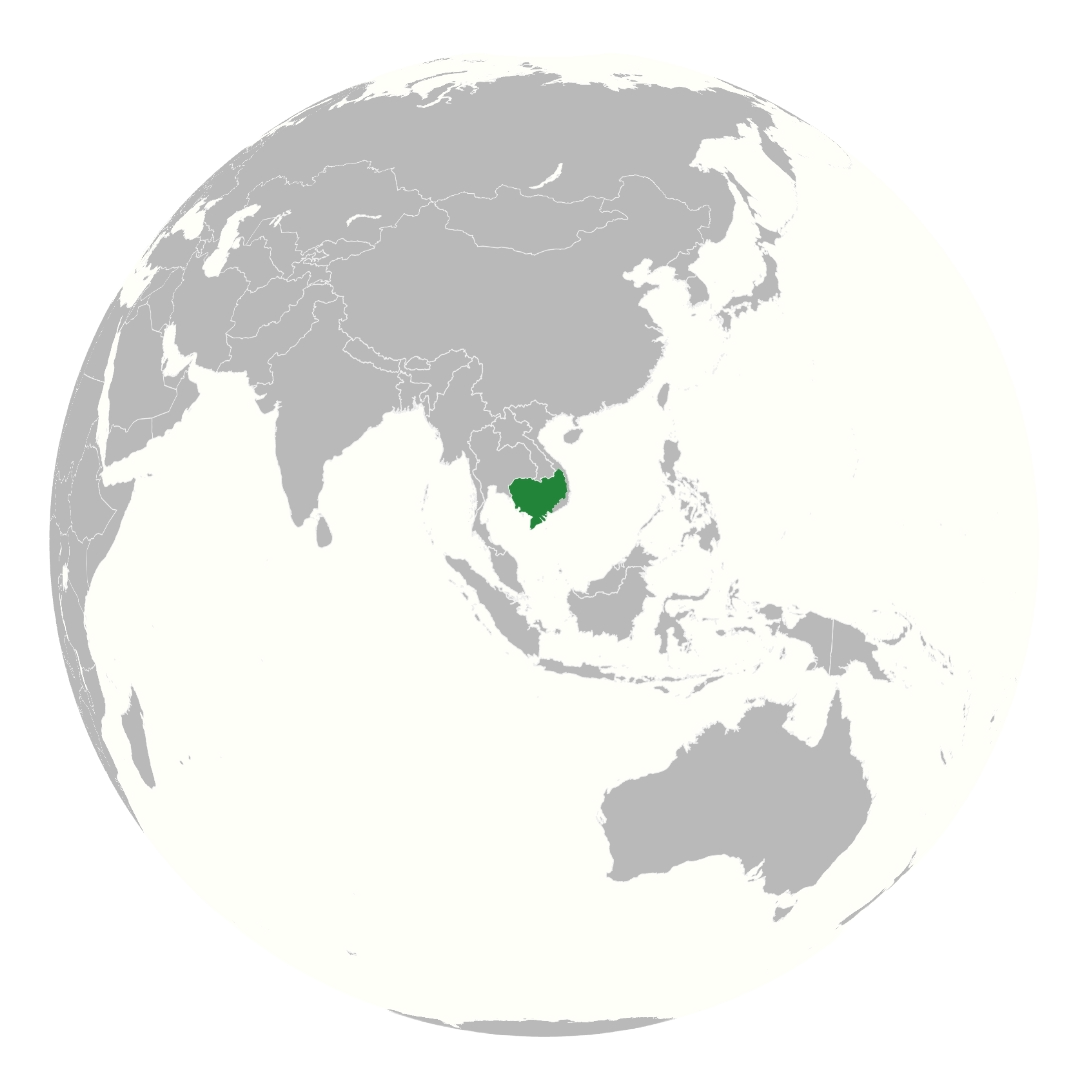
Protectorado español de Camboya

España poseyó un protectorado en Camboya que fue brevemente controlado desde 1597 hasta el 1600. Este territorio fue dominado por los españoles desde que una flota conjunta invadiera exitosamente a Camboya a favor del rey camboyano Barom Reachena II durante las guerras internas de Camboya El rey Reachea II aceptó la condición de ser vasallo y tributario de España tras ser nombrado monarca. Finalmente, después de que unos insurgentes malasios musulmanes se levantaron en armas contra el rey, el trono fue usurpado y el protectorado fue oficialmente disuelto en 1600.
También, el Imperio poseía pretensiones sobre Macao (China), Nagasaki (Japón), donde poseían un embajador, Malaca (Malasia), los territorios de la India portuguesa, como su capital Goa, los enclaves costeros de Damán, Diu y la isla de Angediva y en las islas Molucas en Indonesia, donde se construyó un fuerte en la isla de Tidore. Si bien la desconfianza mutua entre tidoreses y españoles era intensa, la presencia española resultaba de provecho para la población de Tidore, al proporcionarle ayuda para resistir las incursiones portuguesas desde Ternate, así como ataques de las fuerzas holandesas que contaban con una base en esa isla.

### Siglo XVII

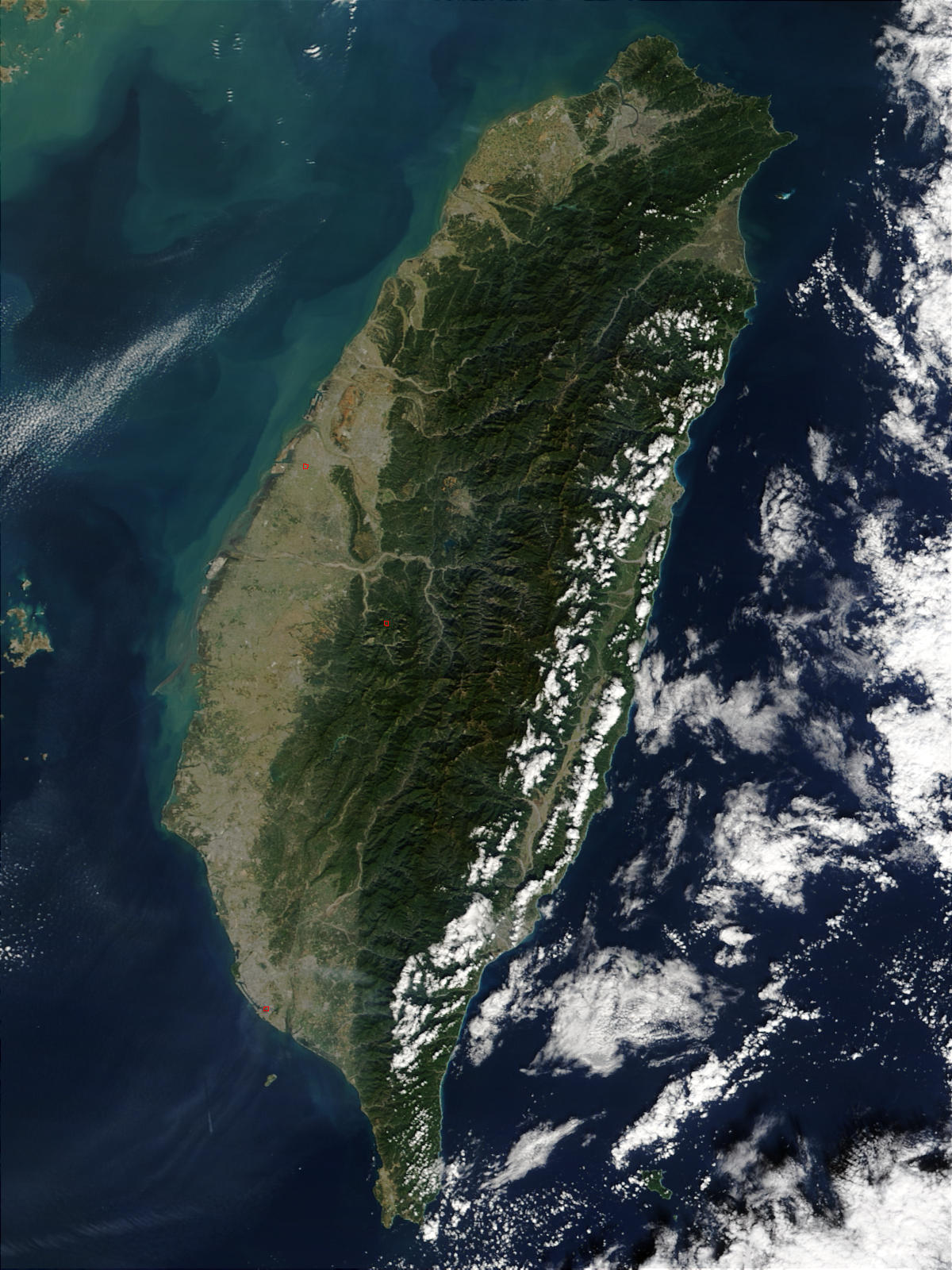
Isla de Formosa (Taiwán).

Aunque el siglo XVII supuso el inicio de la decadencia para el Imperio, España desarrolló mucho su presencia en el Pacífico y mantuvo la mayoría de sus posesiones en Asia. En 1606, las fuerzas españolas capturaron el fuerte de Ternate de las manos del sultán que había expulsado a los portugueses. Con la toma de Ternate y junto a Tidore, el imperio asentó su soberanía en las islas Molucas y esta no sería interrumpida hasta 1663, año en el que la Compañía Neerlandesa de las Indias Orientales las tomaron, totalmente, obligando a los españoles a retirarse.
Una expedición española fue enviada desde las Filipinas para conquistar Taiwán (isla Formosa) al mando de Antonio Carreño Valdés. Desembarcaron en el norte de la isla (en el sur se hallaban asentados los holandeses desde 1625) el 7 de mayo de 1626. Se fundó el «Puerto de la Santísima Trinidad» (actualmente Keelung) defendido por un fuerte llamado de «San Salvador». Poco después se fundó un nuevo asentamiento en la localidad de Tamsui donde se edificó otro fuerte llamado «Santo Domingo». Españoles y holandeses se enfrentaron reiteradamente en Taiwán, el debilitamiento de la presencia española hizo que abandonaran Tamsui en 1638, mientras que en 1642 una flota holandesa conquistó La Santísima Trinidad y expulsó a los españoles de Taiwán.
La independencia de Portugal, el 1 de diciembre de 1640, supuso para España la pérdida de numerosos asentamientos en Asia, que se habían establecido durante la Unión Ibérica con Portugal. Se perdieron contactos con Indochina, Malaca, Macao, Goa y asentamientos por Indonesia conservándose de Asia las Filipinas.
El conflicto con los musulmanes entró en vías de solución en 1645, cuando el sultán Kudarat y los demás jefes de Mindanao cedieron parte de su territorio a los españoles y permitieron la labor de los misioneros en su territorio, mientras que los españoles reconocieron la soberanía de los líderes musulmanes. Además se delimitaron los territorios ocupados por los musulmanes y los cedidos a los españoles y se permitió predicar a los misioneros cristianos en los territorios de los musulmanes.
En 1646, una serie de cinco combates navales conocidos como las batallas navales de Manila se libraron entre las fuerzas de España y las holandesas, en el marco de la guerra de los Ochenta Años. Aunque las fuerzas españolas eran de tan solo dos galeones de Manila y una galera con tripulaciones compuestas principalmente de voluntarios filipinos, contra tres escuadrones holandeses, separadas por un total de dieciocho naves, los escuadrones holandeses fueron derrotados severamente en todos los frentes por las fuerzas españolas, lo que obligó a los holandeses a abandonar sus planes para una invasión de las Filipinas.
El pabellón español en la región septentrional de Borneo (Sabah) fue levantado de nuevo por Rafael Omen de Acevedo en el año 1648, al vencer a los nativos camucones. Pero en la última mitad del siglo XVII, España tuvo que reconcentrar sus fuerzas en Luzón por falta de efectivos, ofreciendo a los piratas de la región libertad para que actuaran.

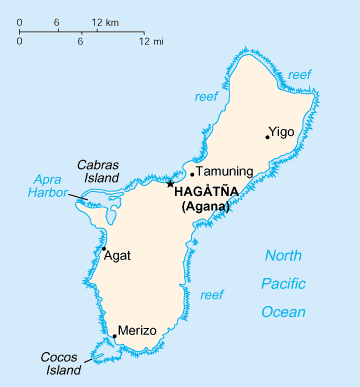
Guam.

En 1667, España reclamó efectivamente las islas al norte de las Carolinas (islas Marianas), y les puso el nombre de la reina española Mariana de Austria, esposa de Felipe IV de España. El 15 de junio de 1668 llegó a la isla de Guam una expedición de jesuitas enviados por la misma reina, su misión era predicar el evangelio en las nuevas posesiones. Los misioneros se establecieron en Agaña, y en un principio fueron bien acogidos por el cacique indígena Quipuha, quien se convirtió al catolicismo. Pero las revueltas no tardaron en estallar, y durante una de ellas los isleños asesinaron a gran parte de la comitiva. Los indígenas paganos se levantaron varias veces contra la ocupación española, hasta que el capitán Damián de Explana logró reducirles. En 1690 nuevas insurrecciones surgieron en las islas, pero esta vez fueron rotundamente sofocadas, quedando establecida definitivamente la soberanía española en toda la región. Estas islas fueron los territorios más importantes del Imperio en Oceanía, debido a las frecuentes escalas del Galeón de Manila en Guam y en las demás islas.
Por otro lado, las islas Carolinas, poco a poco, se iban incorporando a la Capitanía General de Filipinas, con el envío de misioneros, cumpliendo su colonización efectiva en el siglo XVIII, excepto las islas Marshall y las islas Gilbert que se reclamaron de forma efectiva en el siglo XIX.

### Siglo XVIII
Con la entrada de la Casa de Borbón en el reinado de España, las reformas que realizó Felipe V al país y a las colonias se impuso sin problemas a la Capitanía General de Filipinas. Durante este siglo, se realizaron expediciones de vital importancia al Pacífico.
La colonización de las islas Carolinas revistió, como en la mayor parte de las empresas españolas, un marcado carácter religioso. Concedida la autorización para el envío de misioneros por real cédula de 19 de octubre de 1707, se realizaron varias expediciones a las islas Carolinas. Una de ellas fue la realizada por el padre Cantova, que fue asesinado. Después de este suceso y hasta el año 1787, cesaron las relaciones de España con las islas Carolinas, relaciones que más tarde fueron reanudadas, pero esta vez con un carácter marcadamente comercial. También se incrementaron los viajes comerciales con las islas Marshall y las islas Gilbert que entonces pertenecían a la Capitanía.
Los ingresos coloniales derivaron principalmente del comercio: los galeones de Manila eran la principal fuente de ingresos. Un total de 110 galeones de Manila se enviaron a la Nueva España durante el siglo. Filipinas había sobrevivido en un subsidio anual pagado por la Corona española, y las fortificaciones, de 200 años de antigüedad en Manila, no había mejorado mucho desde que fue construido por los colonizadores. Esta fue una de las circunstancias que hicieron a la colonia vulnerable.
En 1762 las fuerzas británicas tomaron Manila. Debido a la resistencia y guerrilla española y filipina, los británicos no pudieron avanzar y en 1764 abandonaron Manila como acordaron en las negociaciones de paz de la guerra de los Siete Años.
En 1766 se estableció una comunicación directa con España y Europa. Los viajes al continente europeo fueron administrados desde 1785 por la Real Compañía de Filipinas, que controlaban el monopolio del comercio entre España y las islas y que duró hasta 1834.
Durante esta época, el Virreinato del Perú influyó en el Pacífico con el envío de varias expediciones a la Polinesia, como las expediciones españolas a Tahití y la expedición de González de Haedo a la isla de Pascua.

#### Expedición de González de Haedo a la isla de Pascua

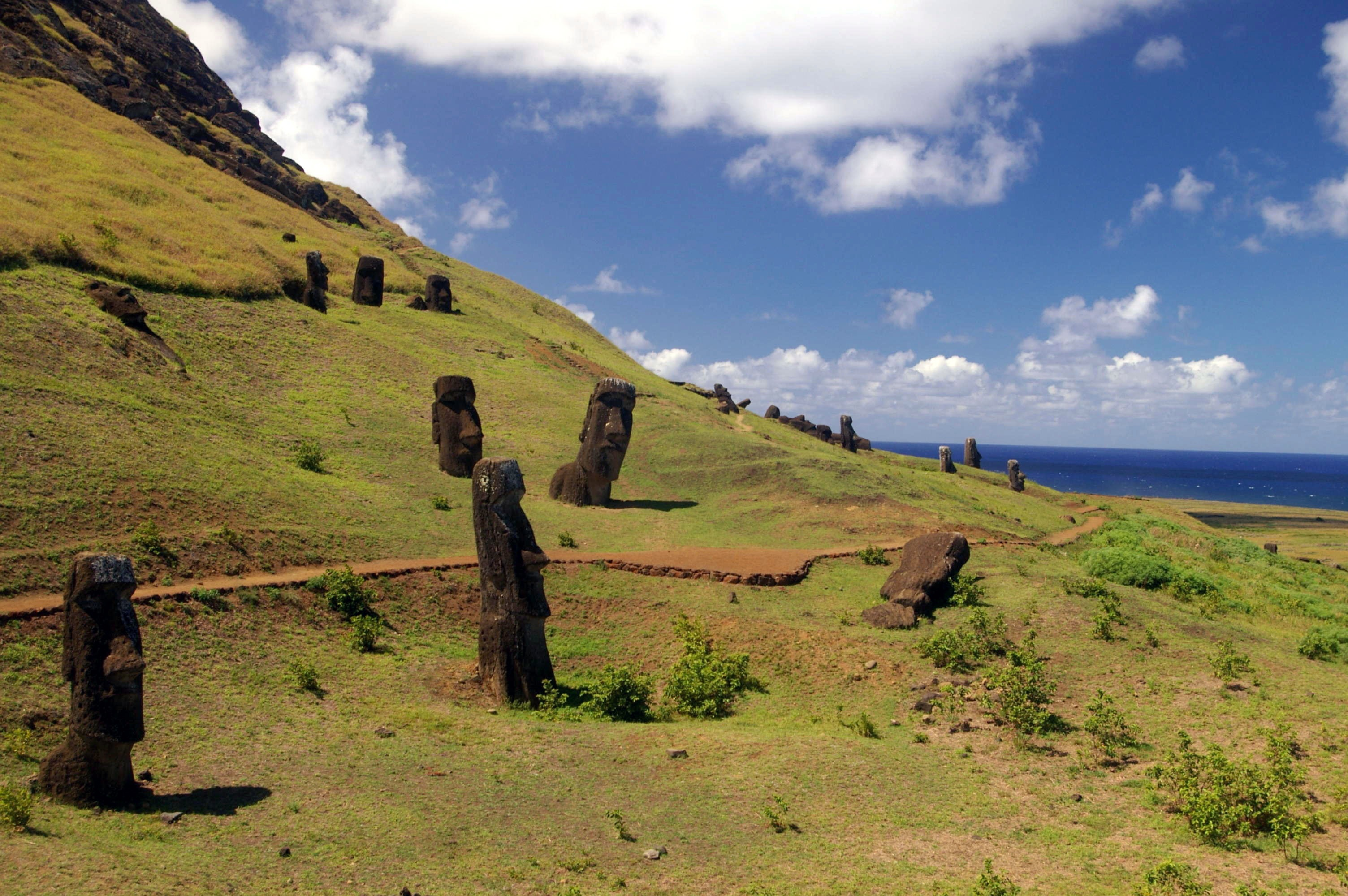
Ladera del Rano Raraku con una serie de moáis, estatuas creadas por los habitantes primitivos de la isla.

A finales de la década de 1760, las distintas noticias acerca de los derroteros de naves extranjeras a través de zonas de dominio español como el estrecho de Magallanes, los avistamientos de piratas y contrabandistas así como la recalada por motivos de urgencia en las costas del Perú del buque francés Saint-Jean Baptiste provocaron preocupación al entonces virrey del Perú, Manuel de Amat y Junyent. Esto le llevó a organizar una expedición de exploración y reconocimiento con dos objetivos principales: Tratar de encontrar y reconocer las islas de Davis o David y de Luján, así como la de Madre de Dios por una parte, y por otra, comprobar si había asentamientos o tropas extranjeras en las zonas del sur de Chile o en cualquiera de las islas antes mencionadas.

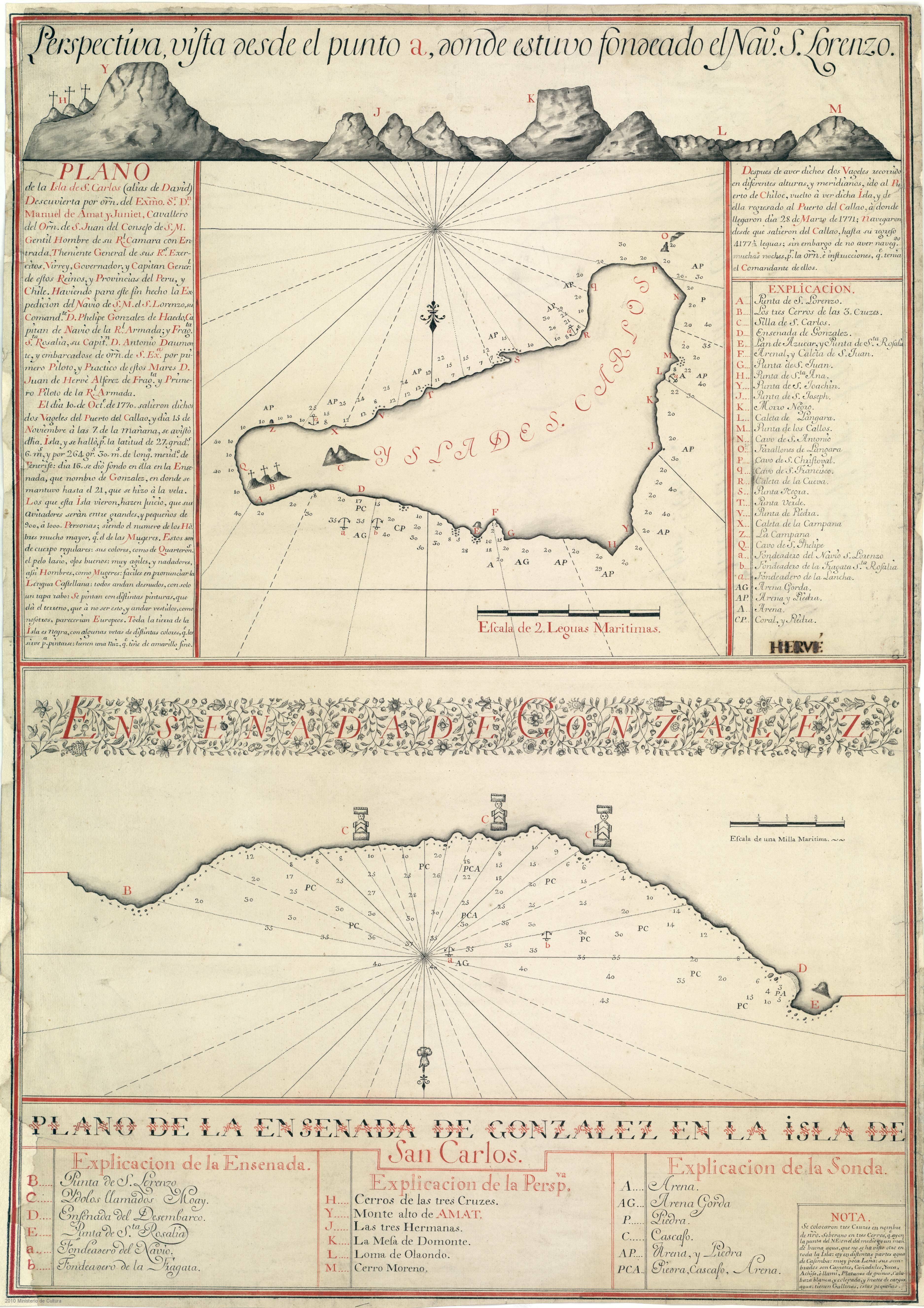
El mapa de la isla de Pascua (renombrada como «isla de San Carlos») de la expedición de González Ahedo en 1770.

La expedición, al mando de Felipe González Ahedo partió del Callao el 10 de octubre de 1770 y estaba compuesta por el navío San Lorenzo, capitaneado por el propio González Ahedo, y por la fragata Santa Rosalía, capitaneada por Antonio Domonte. Ambos barcos sumaban una tripulación de más de 500 hombres.
Según los datos de navegación, tras superar los 280º del meridiano de Tenerife (96º de longitud oeste de Greenwich) continuaron el viaje manteniéndose en los 27º de latitud sur. Finalmente, llegaron a la isla de Pascua, que ellos identificaron erróneamente con la isla de Davis, el 15 de noviembre de 1770.
Durante los cinco días posteriores, circunnavegaron la isla con dos lanchas, investigando y cartografiando a fondo la costa, así como dando nombres españoles a los accidentes geográficos más relevantes. De todos aquellos nombres, el único que se conserva en las cartas de navegación actuales es el de «punta Rosalía», nombrada como uno de los barcos de la expedición. Se trazaron los planos de la isla, siendo estos los primeros que se hacían de Pascua, y haciendo los primeros dibujos de los moáis.
También se adentraron en la isla, estableciendo una relación cordial con sus habitantes y estudiando el terreno, los cultivos, la fauna y las costumbres de los nativos. Finalmente, el 20 de noviembre de 1770, tras el levantamiento del acta correspondiente por parte del contador del navío, Antonio Romero, acordaron con los jefes locales la anexión de la isla a la Corona española y la bautizaron como «isla de San Carlos» en honor al entonces rey de España, Carlos III. Se llevó a cabo la correspondiente ceremonia en la parte noreste de la isla donde se izaron tres cruces de madera en la parte superior de tres pequeñas colinas en el volcán Poike.
Tras esto abandonaron la isla y partieron en búsqueda de las supuestas islas indicadas por algunas cartas marinas al oeste de Pascua. Al no encontrar nada en esa zona del Pacífico decidieron poner de nuevo rumbo a Chile. Tras arribar a Chiloé, Ahedo fue informado por el gobernador de la región, Carlos Berenguer, que el sur de Chile ya había sido reconocido y no se habían encontrado indicios de presencia de colonos o tropas extranjeras, por lo que Ahedo dio la orden de regresar al Callao desviándose hacia el oeste y divisando de nuevo la isla de Pascua. Finalmente arribaron al Perú el 29 de marzo de 1771, donde informaron de la isla como en gran parte sin cultivar, y con una costa bordeada con enormes estatuas de piedra (moáis).
Según los cálculos de los pilotos, la expedición había recorrido en total 4177 leguas es decir, unos 23 400 kilómetros. Tras el fin de la expedición, el Virreinato incorporó la isla de Pascua a sus territorios y no iniciarían una colonización hasta el siglo XIX.

#### Expedición de Domingo de Bonechea a Tahití

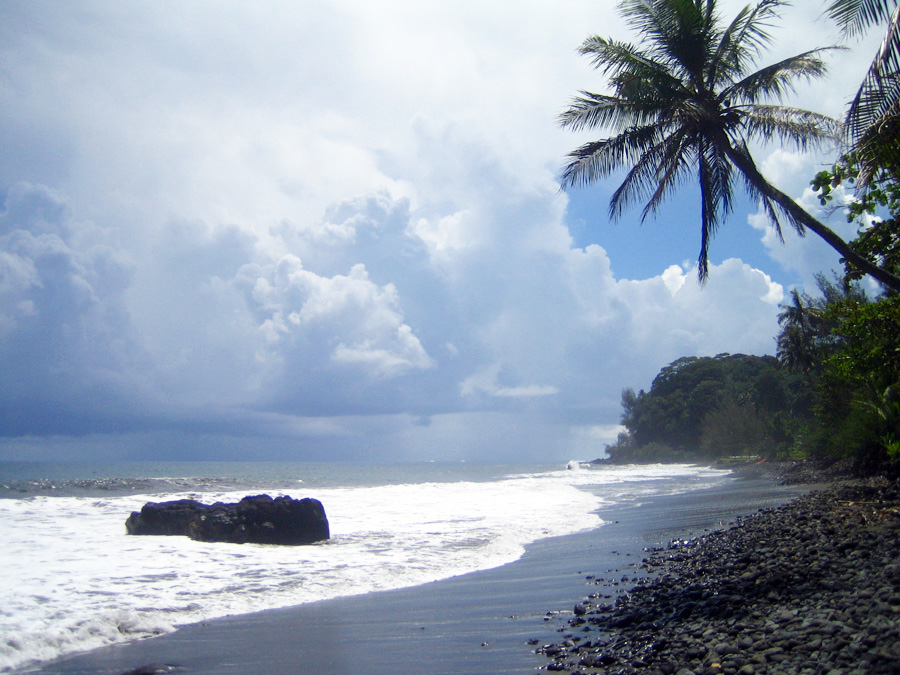
Playa de Tahití.

El virrey del Perú decide enviar colonos y misioneros a la isla de Pascua, después de su descubrimiento y anexión por González Ahedo, pero el virrey tomó conocimiento de la presencia del inglés James Cook en Tahití en 1769 y posterga las órdenes del rey de colonizar Pascua enviando primero la expedición a Tahití para adelantarse a una posible colonización británica de la misma y luego debían dirigirse a la isla de Pascua.
Al mando de Domingo de Bonechea con el barco El Águila, la expedición zarpó del Callao el 26 de septiembre de 1772, arribando a Tahití el 12 de noviembre, isla a la denominan «isla de Amat». Se establecen en la costa norte de la península de Taiarapu frente al pueblo de Tautira, al que bautizan «Santísima Cruz» y se dedican a entablar relaciones amistosas con los habitantes de la isla y recoger datos sobre ellos y la flora y fauna. Tras comprobar que los ingleses no se habían asentado en Tahití ni en la vecina isla de Moorea, los españoles partieron el 20 de diciembre para cumplir las órdenes reales de colonizar la isla de Pascua, llevando consigo a cuatro tahitianos, pero debido a necesidades de reparar el barco, se dirigen a Valparaíso a donde llegan el 21 de febrero de 1773 y luego, el 31 de mayo retornan al Callao.

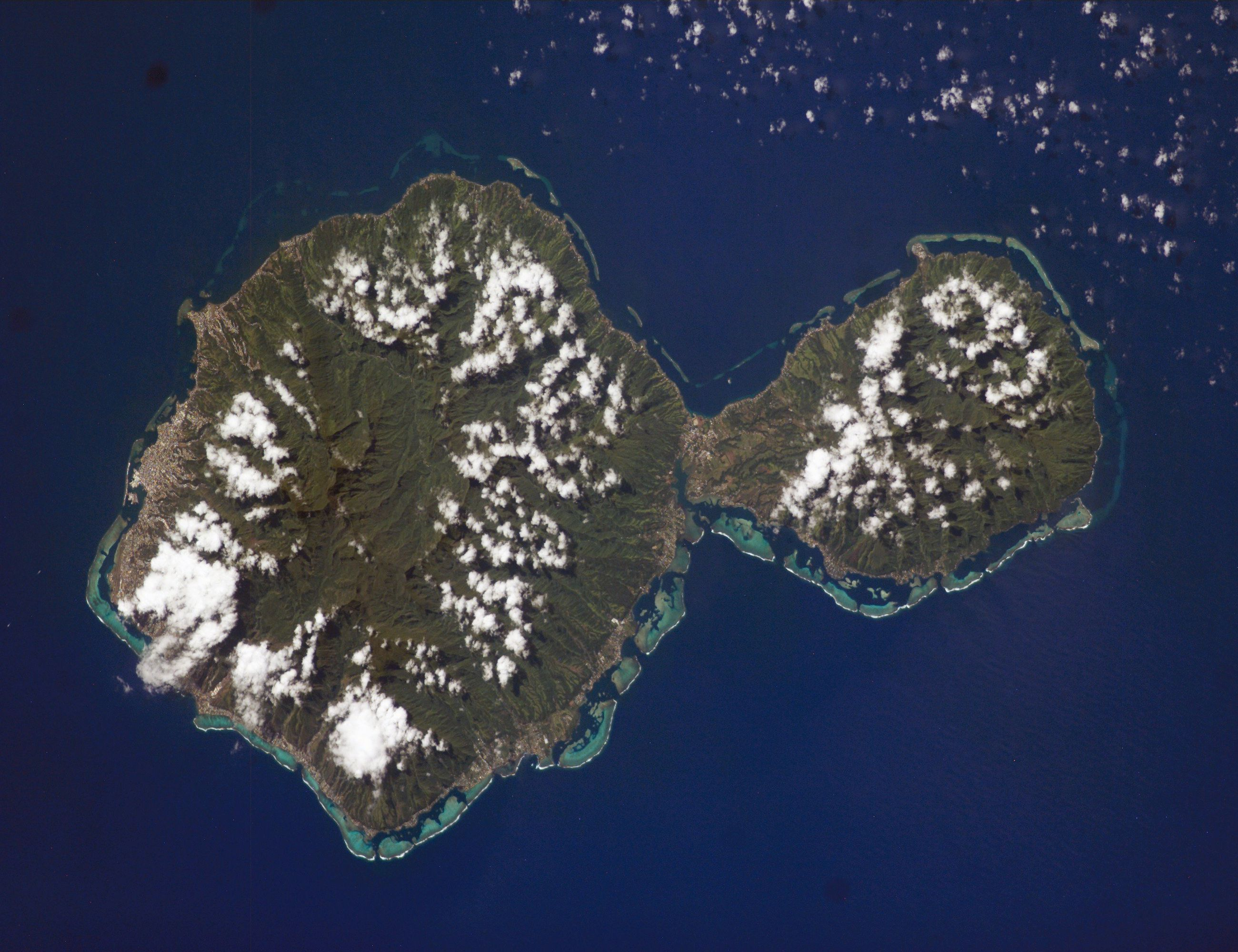
Isla de Tahití, llamada originalmente «Isla de Amat».

El virrey Amat y Junyent decidió enviar una nueva expedición a Tahití con la intención de anexionarla y fundar una misión franciscana. En el tiempo transcurrido entre las dos expediciones, James Cook arribó a Tahití en agosto de 1773 y en abril de 1774. El 20 de septiembre de 1774 partieron del Callao El Águila, al mando de Domingo de Bonechea, y el Júpiter, al mando de José Andía y Varela. Una tormenta los separa el 5 de octubre, llegando el Júpiter a Tahití el 8 de noviembre, una semana antes que El Águila. Previamente recorrieron unas quince islas de los archipiélagos de Tuamotu, Sotavento y Australes. Viajan con ellos los sacerdotes franciscanos Jerónimo Clota y Narciso González. Los jefes locales Tu y Vehiatua aceptaron la instalación de una misión católica en Tautira y el 1 de enero de 1775 se celebra la primera misa. El 5 de enero se firmaron las Capitulaciones de Oxatutira (o Tautira), por las que los dos jefes de la isla reconocieron la soberanía del rey de España y la permanencia en la isla de los dos sacerdotes y dos acompañantes a cambio de la protección española. Bonechea murió en Tahití el 26 de enero, por lo que los barcos retornaron al Callao el 27 de enero al mando de Tomás Gayangos, llegando en abril de 1775 y dejando a los cuatro misioneros en la isla.
El virrey Amat y Junyent sabiendo de que Cook preparaba un nuevo viaje, envió a El Águila a Tahití al mando de Juan Cayetano de Lángara, partiendo del Callao el 27 de septiembre de 1775 y arribando a Tautira el 3 de noviembre. El 12 de noviembre de 1775 la misión fue abandonada retornando los sacerdotes al Callao y finalizando los intentos españoles de asentarse en Tahití.

### Siglo XIX

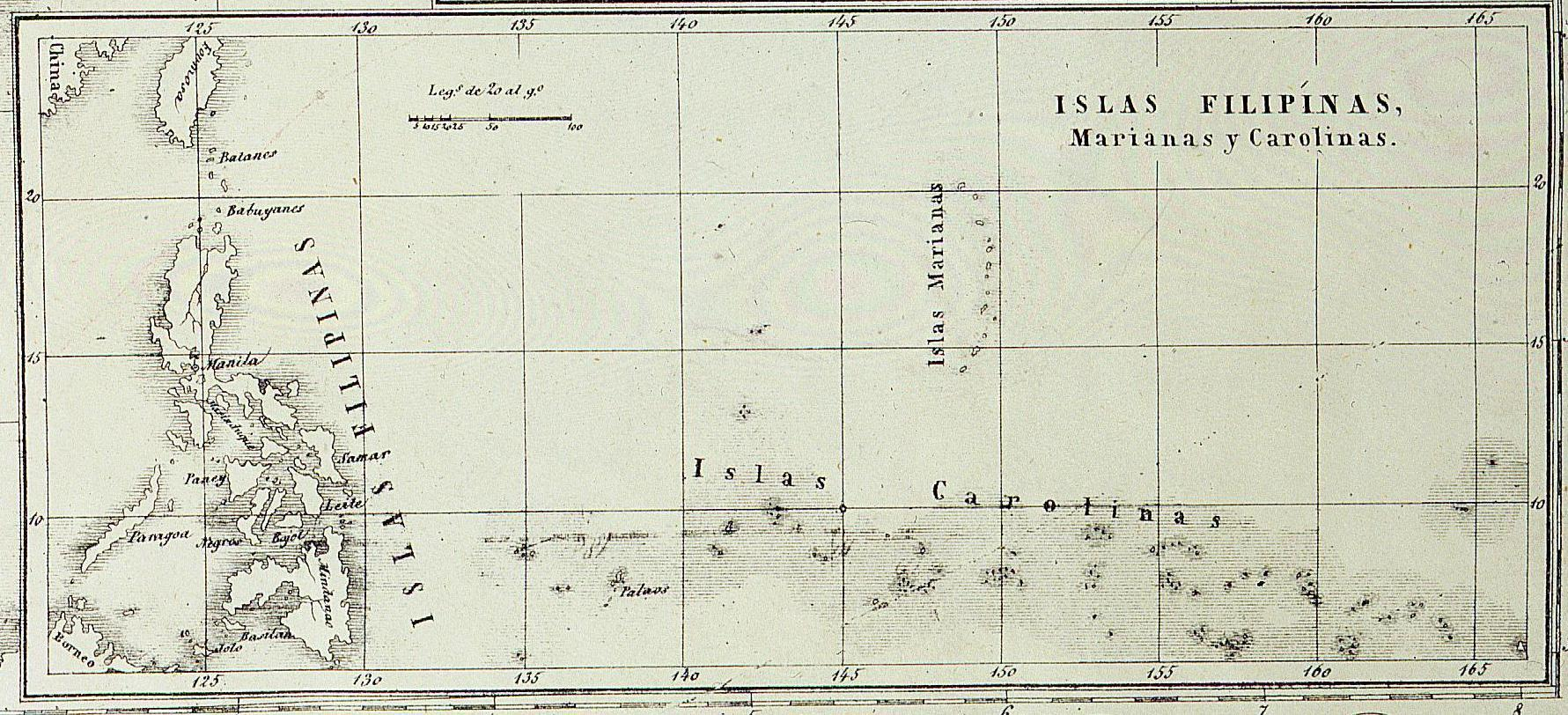
Mapa de 1858, que muestra las islas Filipinas, las islas Marianas y las Carolinas.

La Capitanía General de Filipinas fue gobernada por el Virreinato de Nueva España hasta la Independencia de México en 1821, con el que rompió todo contacto. Debido a esto, el gobierno de la Capitanía pasó a ser administrado por el Gobierno de Madrid. Durante este periodo se fundaron numerosas ciudades y se creó infraestructura, introduciéndose varios cultivos y ganados. El comerció floreció fuertemente y los misioneros españoles cristianizaron a la mayoría de la población y fundaron escuelas, universidades y hospitales por todas las islas.
En el siglo XIX, España estableció en las islas un gobierno regular y un presidio, cuyos penados provenían en su gran mayoría de las islas Filipinas. Estos presos eran obligados a participar en la colonización de todo el territorio, especialmente en las islas Marianas.

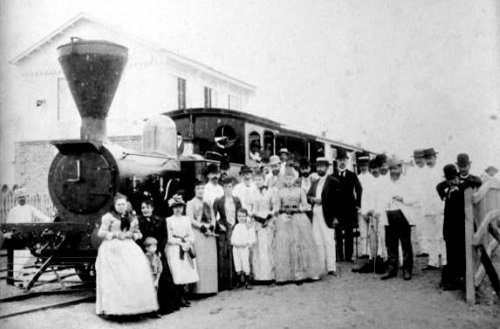
Pasajeros del ferrocarril Manila-Dagupán hacia 1885.

En 1852 el coronel español Coello indicó a su gobierno las ventajas que la ocupación efectiva de las islas Carolinas proporcionarían al comercio de Filipinas con Australia, Nueva Guinea y América, pero el Gobierno de España hizo caso omiso de sus sugerencias hasta el año 1885. Año en que el representante español Butron firmó con los reyes de Koror y Artingal un acta por el cual se reconocía la soberanía del rey de España sobre las Carolinas. España también reclamó las islas Marshall y las islas Gilbert que las incluyeron en las Indias Orientales Españolas. Una vez asegurado el territorio, España intentó establecer derechos aduaneros en la región en 1875, pero Alemania y Gran Bretaña protestaron, ya que el anterior abandono de las islas por parte de España permitió la llegada de diferentes misiones de estos dos países. El conflicto surgido a causa de estos hechos fue sometido al arbitraje del papa León XIII, quien reconoció la prioridad de los derechos de España sobre las islas comprendidas hasta el grado 164º longitud este, en concreto las islas Carolinas, las islas Marianas y Palaos, asignando a Alemania las islas Marshall y a Gran Bretaña las islas Gilbert.

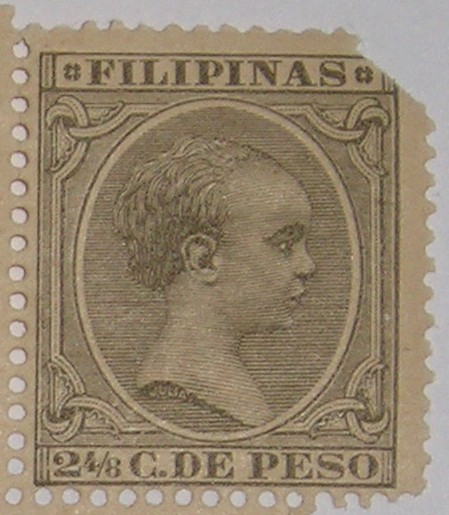
Sello filipino con Alfonso XIII de niño.

Una gran parte de los proyectos de infraestructura se llevaron a cabo durante el siglo XIX que puso a la economía filipina y nivel de vida por delante de la mayoría de sus vecinos asiáticos y de algunos países europeos. Entre ellos había un sistema ferroviario de Luzón, una red de tranvía de Manila, y el Puente Colgante (reemplazado por el Puente Quezon). El 1 de agosto de 1851 el Banco Español-Filipino de Isabel II se creó para atender las necesidades del crecimiento económico rápido, que había aumentado considerablemente su ritmo desde 1840 como resultado de una nueva economía basada en la explotación racional de los recursos agrícolas de las islas. El aumento de los cultivos de fibras textiles como abacá, productos derivados del petróleo y del coco, el añil, que estaba creciendo en demanda, etc, generó un aumento de la oferta monetaria que condujo a la creación del banco. El Banco Español-Filipino le concedió a las Filipinas también el poder de imprimir una moneda filipina específica (el peso filipino), por primera vez.
España invirtió, fuertemente, en educación e infraestructura. A través del Decreto de Educación del 20 de diciembre de 1863, la reina Isabel II decretó el establecimiento de un sistema escolar público y gratuito que utiliza el español como lengua de enseñanza, dando lugar a un número creciente de criollos educados.
Los españoles y habitantes de las Indias Orientales Españolas se vieron en el siglo XIX como un modelo de gobierno colonial que, efectivamente, ponía los intereses de los habitantes originarios de las islas, antes de los del poder colonial.

### Antonio Carreño Valdés
Antonio Carreño Valdés fue un sargento mayor del siglo XVII, perteneciente a la Armada del Imperio español, encargado de repeler los bombardeos de los holandeses, con asentamientos en el sur de Filipinas, y también para ganarles territorio.
En el año 1626 el gobernador de Filipinas encargó esta misión al Sargento Mayor Antonio Carreño Valdés. La expedición a la isla Hermosa, ubicada en el actual Taiwán, contaba con el apoyo de dos buques y centenares de soldados españoles.

### Miguel Noble
Miguel Noble fue el contramaestre de la nao Santiago, nave que participó en la Expedición de Grijalva al Pacífico ecuatorial.
Tras la pérdida de la nave en Guinea Ecuatorial estuvo en cautiverio un año.
Un año más tarde, en 1539, el último de la expedición, Miguel Noble, contramaestre de la nao Santiago logra escapar. Allí fueron rescatados por el gobernador portugués de la isla de Ternate. Llega al Maluco, posesión portuguesa. El gobernador del Maluco le toma relación de la hazaña, la escribe y certifica.
Miguel Noble cuenta que en poder de los indios los tres supervivientes fueron él, Juan Carracho Mancebo, de Palos, y Juan Prieto, a quien los indios mataron por endiablado.
El gobernador recibió de las manos de Miguel Noble la relación del viaje.

### Fin de la presencia española en el Pacífico

#### Revolución filipina

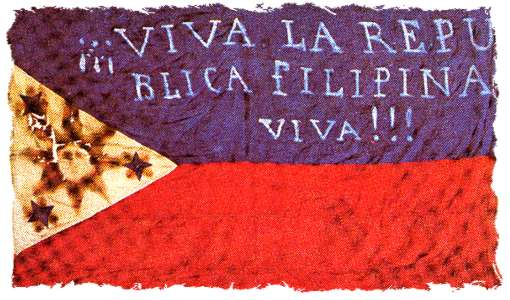
Bandera usada por los revolucionarios filipinos.

Al final del siglo XIX, se desarrolla un movimiento independentista, el Katipunan, que se enfrentaría en un conflicto armado con el gobierno colonial español y daría lugar a la llamada Revolución filipina. Uno de los personajes clave de este movimiento fue José Rizal, cirujano oftalmólogo y novelista, injustamente acusado de ser miembro del Katipunan, pero su ejecución por las autoridades españolas en 1896 hizo de él un mártir nacional y reforzó la resistencia. Otros personajes claves fueron Andrés Bonifacio fundador del Katipunan y el general Emilio Aguinaldo otro de los líderes del movimiento independentista.
Tras la intervención de los Estados Unidos durante la guerra hispano-estadounidense, que en un principio manifestó que solo quería ayudar a los rebeldes a alcanzar la independencia, se produjo la derrota española con la proclamación de independencia y el establecimiento de la Primera República Filipina.

#### Guerra hispano-estadounidense
En 1898, los conflictos continuaron en las Filipinas. El USS Maine, después de haber sido enviado a Cuba debido a la preocupación de los Estados Unidos por la seguridad de sus ciudadanos durante el curso de la Revolución cubana, explotó y se hundió en el puerto de La Habana. Este acontecimiento precipitó la guerra hispano-estadounidense.

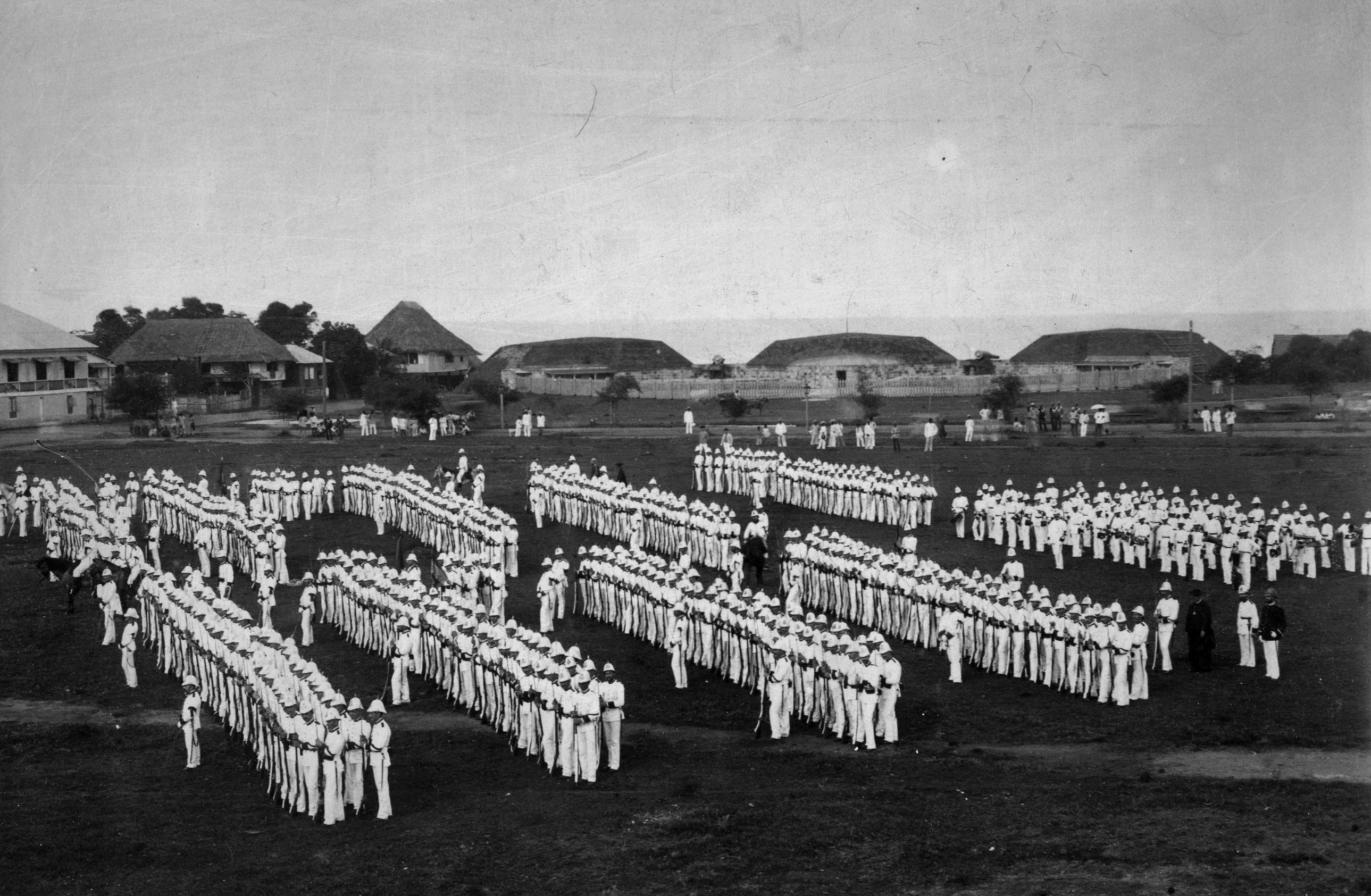
Soldados españoles en Filipinas en 1898.

Emilio Aguinaldo fue ayudado por los Estados Unidos a regresar a Filipinas con la intención de que los filipinos se revelaran contra el Gobierno colonial español. Aguinaldo llegó el 19 de mayo de 1898, mediante el transporte proporcionado por el comodoro George Dewey. Cuando las fuerzas terrestres estadounidenses llegaron, los filipinos habían tomado el control de toda la isla de Luzón, a excepción de la ciudad amurallada de Intramuros. El 12 de junio de 1898, Aguinaldo declaró la independencia de Filipinas en Kawit, Cavite, estableciendo la Primera República Filipina bajo la primera constitución democrática de Asia.
Los españoles perdieron la armada del Pacífico en la batalla de Cavite y los estadounidenses tomaron Guam el 21 de junio. Finalmente, en la batalla de Manila, los Estados Unidos tomaron la ciudad de los españoles. Esta batalla marcó el fin de la intervención estadounidense. España y los Estados Unidos enviaron comisionados a París para la elaboración de los términos del Tratado de París que puso fin a la guerra. Aunque no hubo oposición interna sustancial, Estados Unidos decidió anexionarse las Filipinas. Además de Guam, Cuba y Puerto Rico, España se vio obligada en las negociaciones entregar las Filipinas a los Estados Unidos a cambio de veinte millones de dólares, dando fin al Imperio colonial español. Algunas islas del sur de Tawi-Tawi quedaron fuera del tratado y se vendieron a los Estados Unidos en 1900.

#### Tratado germano-español
Después de que Dewey derrotase a la escuadra española en Cavite, un escuadrón alemán llegó a Manila. La flota alemana actuó de manera provocativa con los estadounidenses, interfiriendo en las maniobras de bloqueo de Dewey. Los norteamericanos desafiaron a los alemanes, amenazando con un conflicto si continuaban las hostilidades, y los alemanes se echaron atrás. El emperador alemán esperaba una derrota americana, pero dejando a España en una posición lo suficientemente débil para que los revolucionarios pudieran capturar Manila, abonando el terreno para la intervención alemana.

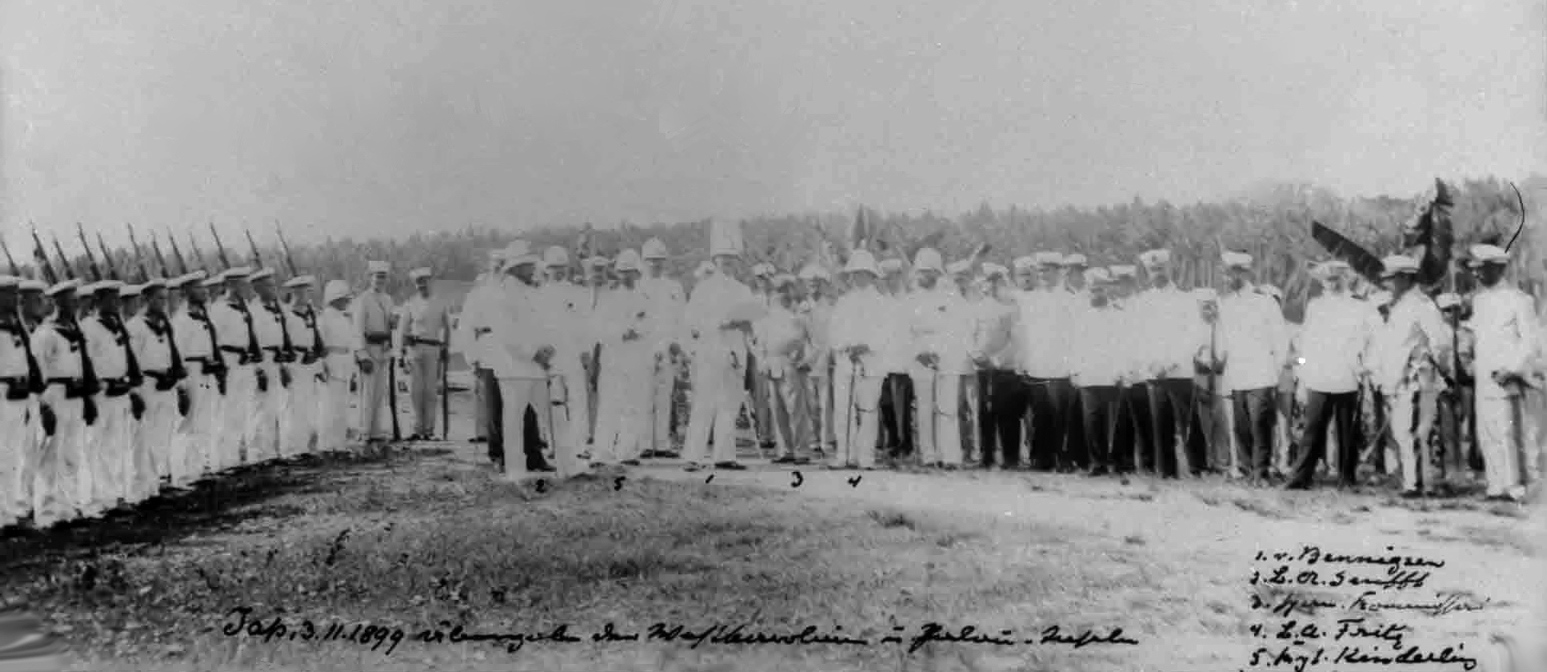
Transferencia de las Carolinas y las Palaos a Alemania el 3 de noviembre de 1899 en la isla de Yap.

Tras la guerra hispano-estadounidense, Estados Unidos tomó de España cumpliendo el Tratado de París las Filipinas y Guam. Puesto que el centro administrativo de estos territorios se hallaba en Manila, que pasaba al Gobierno estadounidense, los archipiélagos de Oceanía se volvían indefendibles e ingobernables. España había perdido dos escuadras enteras, incluida la del Pacífico, en la batalla de Cavite en 1898, por lo que ante la clara imposibilidad de defenderlas, no tuvo más remedio que venderlas a un país que se hiciera cargo de ellas, y en este sentido Alemania presionó bastante al gobierno español para facilitar su venta.
Finalmente, este tratado rubricado por Francisco Silvela el 12 de febrero de 1899, supuso la venta de las islas de los archipiélagos de las islas Carolinas y las Marianas (incluyendo Palaos, pero excluyendo Guam) por 25 millones de pesetas a Alemania. El tratado fue ratificado posteriormente por la reina regente María Cristina. De hecho, debido a que Alfonso XIII era aún menor de edad, fue la persona que autorizó definitivamente la venta de los archipiélagos a Alemania, por lo que la presencia española en Asia y Oceanía terminó en 1899.

## Territorios del Imperio español en Asia y Oceanía

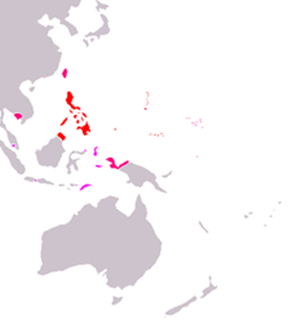
Rojo: Imperio español en Asia y Oceanía. Rosa fuerte: territorios explorados y controlados brevemente. Morado oscuro: territorios de España durante la Unión Ibérica con Portugal. Rosa claro: territorios perdidos en o tras 1717 por la Paz de Utrecht y que quedaron en el olvido.

En el momento de su mayor extensión el Imperio español en Asia y Oceanía abarcaba las islas Filipinas, las islas Palaos, las islas Marianas (incluyendo Guam) y las islas Carolinas (que incluían las islas Marshall y las islas Gilbert, consideradas parte de las islas Carolinas Orientales) como parte integrante del Virreinato de Nueva España. Su capital era Manila, en las Filipinas.
Durante diversos momentos de su historia, el territorio también abarcó las islas de Ternate y Tidore (Molucas septentrionales), el norte de la isla de Taiwán (Formosa), Borneo, la provincia de Papúa Occidental (Nueva Guinea), un protectorado sobre Camboya, varios atolones e islas de la Melanesia y la Polinesia y también tuvo derechos de asentamientos en territorios del imperio portugués en Asia bajo la Casa de Austria.
- Capitanía General de las Filipinas (1565-1898): también conocida como las Indias Orientales Españolas, formó parte el Virreinato de Nueva España hasta la independencia de México en 1821. Estaba compuesta por el archipiélago de las Filipinas, incluidas las islas de Mindanao y Joló, a pesar de que estas no fueron subyugadas hasta el siglo XIX, y en Oceanía por las islas Carolinas y las Marianas. También incluyó pretensiones sobre Sabah, en el norte de Borneo hasta 1885. Múltiples territorios ocupados temporalmente por España (como Brunéi durante setenta y dos días en 1578) también formaron parte de la Capitanía General de las Filipinas.
  - Protectorado sobre Camboya (1597-1599): brevemente controlado cuando un grupo de aventureros españoles y portugueses colocaron en el trono al rey Barom Reachea II y le hicieron aceptar un protectorado español, pero tanto el monarca como sus partidarios extranjeros fueron asesinados por musulmanes malayos dos años después.
  - Gobernación de las Molucas (1606-1663): consistente en un protectorado sobre el sultanato de Tidore (1526-1545; 1580-1663) y en la mitad de la isla de Ternate (1606-1663), además de algunos asentamientos menores en el resto de las Molucas, la costa de Papúa y el norte de Célebes.
  - Gobernación de la Formosa (1626-1642): ubicada en el norte de la isla de Taiwán con el propósito de comerciar con China.
- Islas Salomón (1595): único asentamiento de corta duración en Santa Cruz.[28][29][30][31][32]
- Vanuatu (1606): breve establecimiento de la colonia de Nueva Jerusalén.
- Tahití (1772-1773; 1774-1775): ocupada brevemente como parte del virreinato del Perú.[33][34][35]

### Territorios portugueses
Durante la Unión Ibérica (1580-1640), España también ejerció derechos de asentamientos en algunos territorios del imperio portugués en Asia bajo la casa de Austria:
- Estado da Índia (1580-1640): a pesar de su nombre y de que su capital era la ciudad india de Goa estaba formado por todas las posesiones portuguesas en el Índico y en el Pacífico desde Mozambique hasta Japón e Indonesia.
  - Mascate y Qeshm (1580-1640) en el golfo Pérsico.
  - Diu (1580-1640), Surate (1580-1612), Damão (1580-1640), Baçaím (1580-1640), Salsete (1580-1640), Bom Bahia (1580-1640), Chaul (1580-1640), Goa (1580-1640), Honavar (1580-1640), Barcelore (1580-1640), Mangalore (1580-1640), Cannanore (1580-1636), Cranganore (1580-1640), Cochin (1580-1640), Coulão (1580-1640), Tuticorin (1580-1640), Negapatam (1580-1640), São Tomé de Meliapore (1580-1640), Paliacate (1580-1610), Masulipatão (1598-1610), Calicut (1580-1640), Hugli e Bandel (1580-1632) y Chittagong (1580-1640): ciudades y puestos comerciales portugueses en los modernos Estados de India y Bangladesh.
  - Ceilão (1580-1640): la mayor parte de la isla de Sri Lanka se encontraba bajo control portugués.
  - Sirião (1603-1613): ciudad costera en Birmania conquistada por el mercenario portugués Filipe de Brito e Nicote, quién se la ofreció a las autoridades coloniales de la India, siendo reconquistada por los birmanos diez años después.
  - Macau (1581-1640): puesto comercial en China abierto al comercio exterior. Tardó un año en aceptar el dominio español, hasta que se le confirmó la continuación de su monopolio comercial. Su capitán-mayor estaba al cargo de las flotas y emporios portugueses desde Malaca hasta Japón.
    - Malaca (1580-1640): estratégica ciudad comercial en el estrecho homónimo.
    - Nagasaki (1580-1587) y Dejima (1634-1639): puestos comerciales en Japón abiertos al comercio europeo.

Escudo de Filipinas con la inscripción en tagalo de «República de Filipinas».

- - Adonara (1580-1613), Ambon (1580-1605), Macasar (1580-1620), Solor (1580-1613), Flores (1600-1640), Timor (1580-1640): islas bajo control portugués desde las que controlaban el comercio de especias, en la actual Indonesia.

## Heráldica
Tituláronse desde éntonces los de España, Reyes de las Indias Orientales y Occidentales, agregando a su blasón el cuartel que las representa y consiste; en un escudo dividido en pal, con torre de plata en campo azul al flanco o diestro; y al siniestro, león rampante de gules en campo de plata; que son las armas alusivas, a las de León y Castilla.

Este león es el que figura en la misma posición en el actual escudo de Filipinas. Con motivo de estos descubrimientos y conquistas, se colocaron en los blasones de España algunos nuevos y variados signos tales como el Sol con la divisa de «A solis ortu usque ad occasum», a la vez que a las columnas que sostienen el pabellón de España con el conocido lema de «Non Plus Ultra». Carlos I ordenó suprimir el «Non» para denotar que los límites que se decían fijados por Hércules al antiguo mundo se habían ya traspasado extendiéndose sus dominios.